# Operace Barbarossa
Operace Barbarossa (německy Unternehmen Barbarossa) byl krycí název (odvozený od jména císaře Friedricha I. Barbarossy) pro útok vojsk nacistického Německa proti Sovětskému svazu (SSSR), kterým byl porušen pakt Ribbentrop–Molotov i smlouva o jejich přátelství a spolupráci, a došlo k otevření východní fronty druhé světové války. Následující boje na velké části evropského území SSSR jsou známy pod pojmem Velká vlastenecká válka.
Zpracování plánu útoku na SSSR bylo německým vůdcem Adolfem Hitlerem nařízeno již krátce po kapitulaci Francie a směrnice č. 21 byla schválena a podepsána dne 18. prosince 1940. Počáteční rychlý průběh invaze byl ulehčen značným oslabením velitelských struktur Rudé armády v důsledku likvidace sovětského důstojnického sboru, která proběhla mezi lety 1937 a 1939 na rozkaz diktátora Josifa Stalina.
Operace Barbarossa byla zahájena 22. června 1941. Byla počátkem promyšlené vyhlazovací války proti slovanskému obyvatelstvu SSSR a měla zároveň za cíl zničení bolševického režimu a získání „životního prostoru“ pro Německo. Skončila již v prosinci 1941 neúspěchem vyčerpaných německých vojsk v bitvě před Moskvou, která v krutých zimních podmínkách a za sílícího náporu Rudé armády nedokázala pokračovat ve svém postupu a byla donucena přejít do obrany svých pozic. Tím také prakticky neuspěla německá blesková válka na území SSSR. Německé tažení v rámci operace Barbarossa lze považovat jen zpočátku za úspěšné; rychlý postup Wehrmachtu byl draze zaplacen velkými ztrátami na životech a materiálu a nebyl dostačující k definitivní porážce SSSR. Dlouhodobá válka i na jiných frontách vedla nakonec k totální porážce nacistického Německa a jeho spojenců. Po roce 1941 se totiž začala prosazovat strategická, surovinová a průmyslová převaha Spojenců, hlavně SSSR, Spojených států amerických a Spojeného království. Také rostoucí bojové zkušenosti a schopnosti Rudé armády vedly k tomu, že nacistické Německo a jeho satelitní státy nedokázaly vzdorovat a nakonec ani zabránit obsazení německého území.
V průběhu operace Barbarossa a v dalším průběhu války zajaly německé jednotky 3,5 milionu sovětských válečných zajatců, kterým se nedostalo ochrany podle Ženevských konvencí. Většina z nich v zajetí zemřela na nelidské zacházení a také hladem. Nacistické vedení Německa nechalo záměrně vyhladovět ruské válečné zajatce k smrti; byla to součást tzv. „Hladového plánu“ (Hungerplan), který měl za cíl snížit počet obyvatel Východní Evropy a pak ji znovu osídlit etnickými Němci. Také blokáda Leningradu, trvající od 8. září 1941 do 27. ledna 1944, byla namířena nejen na dobytí a zničení města, ale i na vyhladovění jeho obyvatelstva.

## Plány stran

### Německo a jeho spojenci

#### Operační studie proveditelnosti

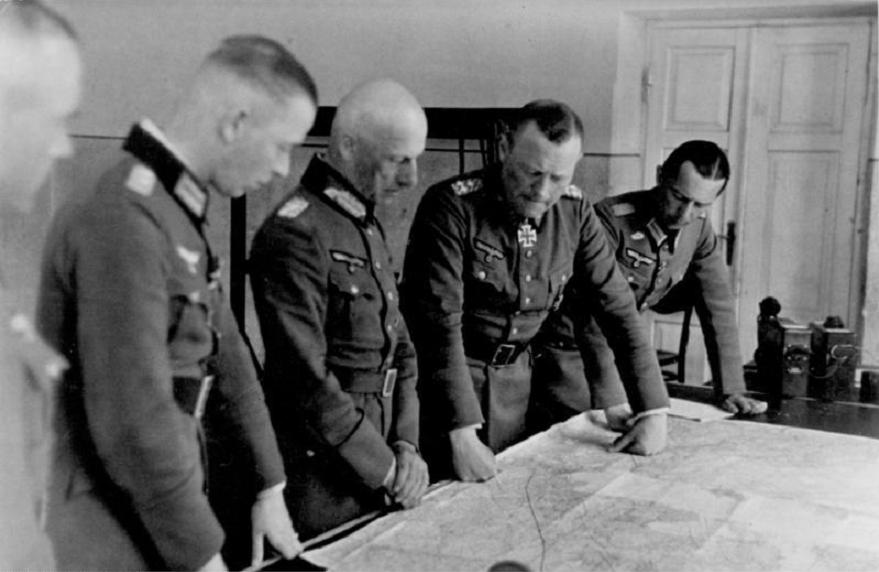
Setkání velitele skupiny armád Sever polního maršála Leeba (uprostřed) s velitelem 4. tankové skupiny generálplukovníkem Höpnerem (druhý zprava) na štábu 4. tankové skupiny 30. června

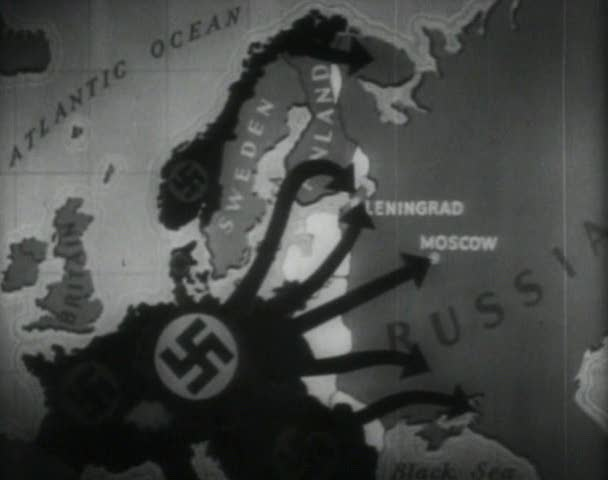
Mapa znázorňující naplánované vlny útoku

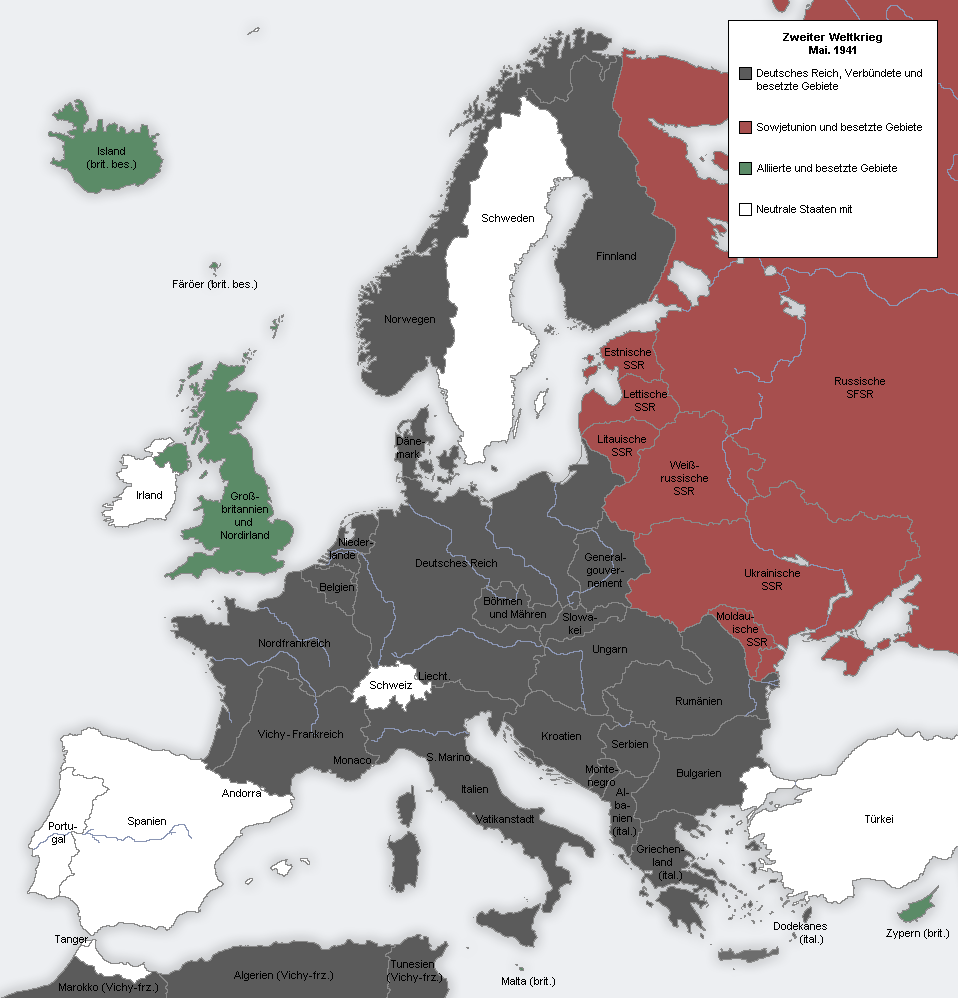
Mapa Evropy před útokem na Sovětský svaz v roce 1941

Na začátku července 1940 dostal náčelník štábu 18. armády generálmajor Erich Marcks rozkaz od náčelníka generálního štábu německé armády Franze Haldera zpracovat studii proveditelnosti útoku do Sovětského svazu.
Tu dokončil v prvním srpnovém týdnu a předal ji Halderovi pod názvem Operationsentwurf Ost. V ní navrhoval útok ze dvou směrů – severně a jižně od Pinských močálů, přičemž severní směr útoku měl být silnější než jižní. Za hlavní podmínku úspěchu považoval obsazení Moskvy, ke které měla skupina armád Sever směřovat po trase Minsk–Smolensk. U Smolensku by se útočná síla rozdělila na dvě – hlavní nápor by stále mířil na Moskvu, zatímco druhé uskupení by vyrazilo na Leningrad. Na jihu měla armáda ochránit Rumunsko a obsadit Kyjev. Poté by v závislosti na situaci vyrazila buď na Charkov, nebo podpořit skupinu armád Sever. Primárním cílem bylo zabránit ústupu Rudé armády a dosáhnout linie Rostov–Gorkij–Archangelsk. Dosažení této linie mělo zhroutit organizovaný sovětský odpor a odepřít zdroje potřebné pro vedení války. Útok měl proběhnout maximálně ve čtyřech fázích. První fáze: Zatlačit Rudou armádu na starou opevněnou linii zhruba 400 kilometrů na východě. První fáze měla trvat přibližně tři týdny. Pokud by tankové jednotky obklíčily Rudou armádu, byla by válka již prakticky vyhrána. Pokud by se tak nestalo, byla by zapotřebí druhá fáze, během které by německá armáda postoupila za dva týdny dalších 100–200 kilometrů a uvěznila Rudou armádu v uzavřených kapsách. Poté měla následovat třetí fáze, ve které by Němci postoupili dalších 400 kilometrů na východ a obsadili Moskvu, Leningrad a východní Ukrajinu. Třetí fáze měla trvat tři až šest týdnů. Pokud by Sověti stále kladli organizovaný odpor, bylo by třeba zastavit, provést opravy a dozásobit se. Čtvrtá a poslední fáze měla vyústit v okupaci sovětského území k řekám Volha a Dvina. Nepočítalo se s žádným silným odporem, mělo jít o „železniční postup“ a vše mělo skončit za čtyři týdny. Přes tento optimismus se Marcks obával sovětské ofenzívy do Rumunska a sovětských náletů na rumunská ropná pole, která byla pro Německo naprosto nepostradatelná. Sílu Rudé armády odhadoval na 151 pěších divizí, 32 jízdních divizí a 38 motorizovaných brigád. Protože však byly některé jednotky vázány u Finska, Turecka a Japonska, vyvodil Marcks, že proti němu bude stát 96 pěších divizí, 23 jízdních divizí a 28 motorizovaných brigád. Němci měli mít k dispozici 110 pěších divizí, 24 tankových divizí, 12 motorizovaných divizí a jednu jízdní divizi. Marcks odhadl, že tažení potrvá 9–17 týdnů, avšak nevyloučil, že na východě bude pokračovat malý sovětský odpor.
Po několika týdnech Marcks předal druhou studii nazvanou Beurteilung der Lage Rot, ve které zaujal velice pesimističtější přístup. V případě útoku do Sovětského svazu předvídal alianci mezi SSSR, Británií a USA, masivní námořní blokádu Německa a následné anglo-americké vylodění v západní Evropě. Rovněž předvídal slabé sovětské protiútoky už na konci roku 1941 a silnější ofenzívy v roce 1942. Marcks vyvodil, že sovětské velení zareaguje na německou invazi systematicky, nebude spoléhat jen na přírodní obranné linie, ale vybuduje vlastní. Bylo proto nezbytné, aby byl Sovětský svaz vyřazen z boje do konce roku 1941.
Další studii na rozkaz Alfreda Jodla začal zpracovávat generálporučík Bernhard von Lossberg, a dokončil ji 15. září. Protože si byla s Marcksovou v mnohém podobná, zaměříme se jen na rozdíly. Lossberg předpokládal tři možné sovětské reakce na německou invazi: 1: Sovětský preemptivní útok, který však na základně informací o Rudé armádě vyloučil. 2: Odhodlanou obranu na západě, kterou považoval za nejpravděpodobnější. 3: Sovětský ústup do hloubky území po vzoru roku 1812 s tím, že budou bojovat jen nezbytné týlové střety. To však považoval vzhledem k významné hodnotě Ukrajiny za nepravděpodobné a při dalším plánování se tedy držel druhé možnosti. Plánoval tři směry útoku do Sovětského svazu – dva vyrazí na sever od Pinských močálů a jeden na jih. Nejsevernější armáda zaútočí přes Pobaltí na Leningrad, druhá nejsilnější a nejmotorizovanější armáda s většinou tanků postoupí na Moskvu, přičemž obklíčí Sověty u Smolensku a Minsku, zatímco jižní uskupení bude rozděleno na dvě části, kdy první část zaútočí přes jižní Polsko k Černému moři a druhá z Rumunska po pobřeží Černého moře. Cílem jižního útoku bude obklíčit Sověty mezi Pinskými močály a Černým mořem. Poté jižní útok obsadí Ukrajinu a spojí se se severními armádami. Lossberg považoval kvůli zásobování za nutnost obsadit pobaltské přístavy, aby mohl postup na Moskvu zdárně pokračovat. Počítal také s povstáním Ukrajinců, kteří německému úsilí pomohou a zvažoval vytvoření ukrajinského státu s vlastní vládou. Lossberg považoval postup k Uralu za efektivní ukončení tažení, a kdyby i poté Sověti vzdorovali, začala by masivní bombardovací kampaň Luftwaffe.
Důvodem k obavám bylo pro Haldera listopadové setkání s generálem týlového zabezpečení Wagnerem, který ho informoval, že spotřeba paliva umožní postoupit maximálně 800 kilometrů a že zásoby jídla a munice budou stačit jen na prvních dvacet dní tažení.
Dvě zmíněné studie položily základy prvního návrhu invaze, který byl vypracován za dohledu generálporučíka Friedricha Pauluse. Po dokončení návrhu nasimuloval Paulus na začátku prosince na Halderův rozkaz válečné hry. V nich počítal, že Němci nasadí 154 divizí, které se postaví sovětským 125 divizím a 50 brigádám. Paulus spočítal, že převelení jednotek z jiných částí SSSR a naverbování nových navýší počet divizí v prvních třech měsících o 30–40 a o dalších 100 během dalšího půl roku. Paulus stejně jako Marcks a Lossberg věřil, že výsledek tažení rozhodnou úvodní týdny. Po osmi dnech simulovaného tažení vypadala situace takto: „Útoky motorizovaných uskupení postoupily hluboko do sovětského území a zabránily stažení sovětských sil. Dvě tanková uskupení skupiny armád Střed však byla nebezpečně přetažená a čelila odhodlaným protiútokům. Třetí tanková armáda byla potlučena tak silně, že se musela zastavit a zformovat obrannou linii.“ Paulus se na základě tohoto výsledku rozhodl, že tanková uskupení musí být podpořena pěchotními sbory. Další výsledky Paulus popsal po dvaceti dnech simulovaného tažení: „Postup pokračoval přesně podle časového plánu. Sovětské armády utržily během ústupu těžké ztráty a formují linii na řekách Dněpr–Daugava. Německá snaha Sověty obklíčit selhala. Skupina armád Jih je příliš roztříštěná, což snižuje úsilí obsadit Kyjev. Její velitel tak požádal o tanky skupiny armád Střed a uvolnění záloh. Jak postup pokračoval, fronta se natahovala a výsledkem byly těžké ztráty a logistické problémy.“ Paulusovy závěry byly následující: Všechny armádní skupiny se budou muset soustředit na jeden cíl, a tím bude Moskva. Vyvodil také, že Wehrmacht nemá značnou kvalitativní převahu a že není schopný povolat posily v takové míře jako Sověti. Postup na Moskvu tak nemá začít později než 40 dní od začátku tažení a z Leningradu a Doněcku doporučil udělat sekundární cíle. Paulus byl také znepokojen, že zálohy pro 2000 km frontu tvořilo jen 11 divizí, které dle něj budou využity už ve druhé fázi. Proto podle něj musí být armády soběstačné a tvořit si zálohy z vlastních jednotek. Linie postupu Volha–Archangelsk byla Paulusem odmítnuta jako příliš vzdálená. Ve své simulaci však nebral velký ohled na logistiku.
Armádní vrchní velení poté přikázalo náčelníkům štábu skupin armád Sever, Střed a Jih provést další studie německého útoku. Inovativní byla studie generála Georga von Sodensterna, která volala po obchvatném útoku severně a jižně od Pinských močálů. Přímo skrz močály by postupovalo malé uskupení, které by Sověty nahnalo do německých kleští. Poté by se uskupení vydala přímo na Moskvu s podpůrnými útoky na Pskov, Toropec, Kursk a Charkov. Sondenstern nepočítal s postupem podél Černého ani Baltského moře a navrhoval koncentraci sil do jednoho netříštěného směru útoku. Vliv jeho studie na konečné rozhodnutí ohledně směru invaze však zůstává nejasný.

#### Neshody na směru útoku
Na prosincovém setkání Franze Haldera, Adolfa Hitlera a Walthera von Brauchitsche Halder zdůraznil potřebu dobytí Moskvy a vedení hlavního útoku severně od Pinských močálů. Hlavní postup se měl odehrávat podél železnice Varšava–Moskva. Hitler poté zdůraznil nutnost obklíčit Rudou armádu a nedovolit jí ustoupit. Zpochybnil také Moskvu jako hlavní cíl útoku a namísto toho poukázal na nutnost dobýt pobaltské přístavy a především Leningrad. Na schůzi se tak projevil zásadní rozpor obou aktérů. Halder považoval za nutnost co nejrychleji dobýt Moskvu, zatímco Hitler se chtěl soustředit na zničení Rudé armády.  V konečné verzi  Hitlerova dekretu č. 21 byla Moskvě přiřazena sekundární důležitost, primárním cílem byl Leningrad. Podle dekretu měly být přípravy na operaci Barbarossa dokončeny 15. května 1941, kdy mělo tažení v nejlepším případě také začít. 3. února 1941 se Halder opět setkal s Hitlerem, aby prodiskutovali postup plánování Barbarossy. Při této příležitosti informoval Hitlera o sovětské tankové početní převaze, avšak označil jejich tanky za bezcenné a vyzdvihl kvalitu německých strojů. Skutečné číslo sovětských strojů však zatajil. Počet sovětských tanků odhadoval na 10 000. Podle Heinze Guderiana Hitler v srpnu 1941 řekl: „Kdybych věděl, že mají Sověti 10 000 tanků, snad bych na ně nikdy nezaútočil.“ 8. února generál Thomas informoval Keitela a Jodla, že letecké palivo vydrží jen do podzimu a automobilové jen dva měsíce. Hitler o těchto odhadech nebyl informován. 14. března byly přípravy ve velice pokročilém stádiu, avšak o to víc se projevovala přepjatost jednotlivých armád. Halder například došel k závěru, že jižní 12. a 17. armáda bude muset být posílena aktivním zapojením Rumunska, Maďarska a Slovenska. Haldera také znepokojovalo odhalené křídlo 4. armády a rovněž přílišná roztaženost 16. armády. Když byl Halder informován generálem Wagnerem, že zásoby paliva vydrží jen tři měsíce, Hitlerovi do zprávy napsal: „Zásoby paliva dostačující.“ Na další poradě 30. března Hitler opět zdůraznil nutnost rychlého postupu k řece Dněpr, od které se skupiny armád Střed stočí na sever. Moskvu nazval „naprosto nepodstatnou.“ Navzdory tomu se Halder držel svého plánu Moskvu obsadit a skupině armád Střed dával rozkazy natolik vágní, aby je později mohl vyložit na příkaz postoupit na Moskvu.

#### Němečtí spojenci
Hlavními německými  spojenci v nadcházejícím tažení budou Finsko a Rumunsko. Finské jednotky čítající 21 divizí spolu s německým XXI. sborem zatlačí Sověty za Ladožské jezero, zatímco Rumuni na sebe naváží sovětské síly na jihu.

#### Rozmístění německých jednotek na začátku útoku
Skupina armád Sever pod velením polního maršála Wilhelma von Leeba čítající 24 divizí byla rozdělena do dvou armád: 18. pod velením Georga von Kuchlera a 16. pod velením Ernsta Busche. Její součástí byla také 4. tanková skupina pod velením Ericha Hoepnera čítající tři tankové divize. Další pěší divize byla v záloze a další tři měly zajišťovat bezpečí v týlu. Skupinu armád Sever podporovala Luftflotte 1. Cílem skupiny armád Sever byl Leningrad.
Skupina armád Střed pod velením polního maršála Fedora von Bocka čítající 51 divizí byla rozdělena do dvou armád: 9. pod velením Adolfa Strausse a 4. pod velením Hanse Gunthera von Klugeho. Její součástí jsou 3. tanková skupina pod velením Hermanna Hotha a 2. tanková skupina pod velením Heinze Guderiana, které čítají celkem 9 tankových divizí. Další dvě pěší divize jsou v záloze. Skupinu armád střed podporuje Luftflotte 2. Jejím cílem je Smolensk.
Skupina armád Jih pod velením polního maršála Gerda von Rundstedta čítající 41 divizí byla rozdělena do tří armád: 6. pod velením Walthera von Reichenaua, 17. pod velením Carl-Heinricha von Stupnagela a 11. pod velením Eugena von Schoberta. K dispozici mají také 14 rumunských divizí ze 3. a 4. rumunské armády pod velením Petra Dumitrescua a Kicolaje Ciuperca. Její součástí je 1. tanková skupina Ewalda von Kleista čítající pět tankových divizí. Další tři pěší divize jsou v záloze. Skupinu armád jih podporuje Luftflotte 4. Jejím cílem je Kyjev. 

### SSSR

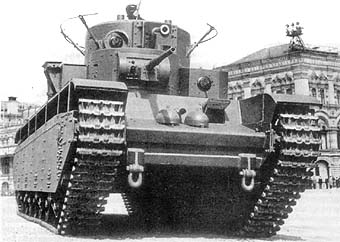
Sovětský těžký tank T-35 při přehlídce na Rudém náměstí v Moskvě

Dne 25. února roku 1941 Georgij Žukov, náčelník štábu sovětské rudé armády, vydal tajný dekret označující Německo za možného nepřítele a přikázal hraničním regionům učinit odpovídající přípravy. Další den dostala sovětská baltská flotila rozkazy pro možnou válku s Německem. Po dvoudenní debatě se štáb rozhodl zformovat pro obranu Sovětského svazu 20 nových mechanizovaných sborů spolu s mnoha vzdušnými pluky vybavenými novými letadly. 5. března poslal Richard Sorge, sovětský rozvědčík v Tokiu, do Moskvy snímky telegramu německého ministra zahraničí Ribbentropa adresovaného německému vyslanci v Japonsku Eugenu Ottovi, prozrazující pravděpodobné datum útoku na Sovětský svaz. 26. března byl západnímu zvláštnímu vojenskému okruhu vydán rozkaz číslo 008130, podle kterého se má do 15. června dostat do stavu bojové připravenosti. Velitelé baltského, západního a kyjevského okruhu dostali rozkazy posílit opevněná postavení. Neměli však dostatek stavebních materiálů, takže linie opevnění měla mnohakilometrové díry. Rovněž na naléhání Semjona Timošenka a Georgije Žukova Stalin souhlasí povolat do hraničních oblastí dalších 500 000 mužů. A o několik dní později přikázal přesun dalších 300 000 vojáků do opevněných oblastí. 10. dubna vytvořil Stalin dekretem zvláštní logistické oddělení pro Rudé letectvo a nařizuje vybudovat letiště a zázemí pro letadla. Speciálně pro posílení obrany Moskvy a Leningradu byl zformován nový letecký stíhací sbor. 14. dubna Stalin přikázal uvést do stavu bojové připravenosti (čili dostavět a vyzbrojit) 2000 dělostřeleckých postavení západních vojenských okruhů. Kvůli nedostatku stavebních materiálů jich však do začátku německé invaze nebude dokončena více než polovina. 18. dubna Stalin vydal další dekret určený generálnímu štábu nařizující výrazně navýšit počet mužů bránících hranici.  25. dubna popsal britský vojenský atašé cestující vlakem do Moskvy známky Stalinových příprav na případný německý útok ze západu: „Sedm armádních vlaků mezi Lvovem a Kyjevem, tři vezou tanky a ženijní vybavení a zbylé vojáky.“
Avšak teprve několik hodin před úderem byla jednotkám vydána směrnice č. 1, která nařizovala vyhlášení nejvyšší bojové pohotovosti. Ne všechny jednotky ale tuto směrnici dostaly včas. Zároveň byla směrnice doplněna přísným zákazem reagovat na jakékoli provokativní aktivity z německé strany. Mnohé jednotky na hranici tak v prvních chvílích útoku nevěděly, jak mají reagovat.
Problémem bylo nejen to, že SSSR útok zcela zaskočil, ale také to, že neexistovaly žádné použitelné plány na obranu. Veškeré instrukce a plánování počítalo se zastavením nepřátelského úderu a následným protiúderem a rozdrcením nepřítele buďto na hranicích nebo na jeho území. Tyto instrukce se však ukázaly jako bezcenné, neboť první úder byl natolik zdrcující, že nebylo v silách Rudé armády jej zastavit. Když se zbylé jednotky v souladu s nesmyslnými rozkazy velení pokusily plány protiútoku přece jen naplnit, byly za těžkých ztrát odraženy. Negativní roli zde hrála skutečnost, že velitelský sbor byl zdecimovaný Stalinovými čistkami, většina zbývajících důstojníků nebyla schopna samostatného uvažování a rozhodování (jak z nezkušenosti, tak ze strachu z nadřízených). Z počátku války nemohli sovětští vojáci pochopit, jak může německá dělnická třída napadnout bratrskou sovětskou dělnickou třídu. Proto zpočátku ani vůči Němcům nepociťovali nenávist. Byli přesvědčeni, že na ně stačí shodit letáky s výzvou, aby přešli na sovětskou stranu. Spisovatel Ilja Grigorjevič Erenburg byl pověřen napsáním letáků. Výsledek byl nulový.

## Poměr sil k 22. červnu 1941
Německé jednotky na začátku tažení

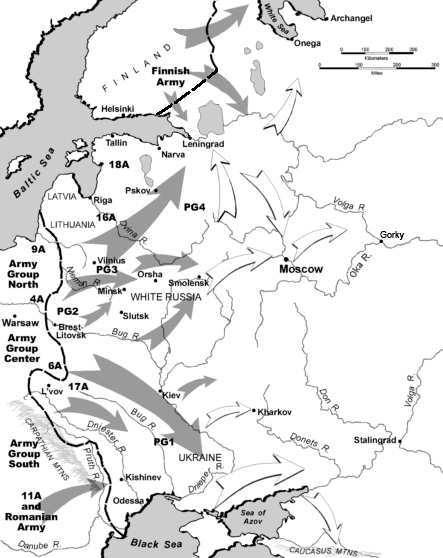
Plán německého postupu

Páteří německého útoku do Sovětského svazu byla tanková uskupení. 22. června 1941 se útoku do SSSR účastnilo 20 tankových divizí, které měly k dispozici celkem 3 498 tanků. I když se mezi nimi nacházelo ještě 337 zastaralých tanků Pz I, podstatnou část již tvořily moderní tanky Pz III, kterých měli Němci k dispozici 963 kusů (z toho bylo 696 vyzbrojeno 50mm dělem a 267 37mm dělem), a 439 kusů Pz IV. Útoku se účastnily také původně československé tanky – 155 kusů Pz 35(t), které se všechny nacházely v 6. tankové divizi a tvořily tak většinu tamního vozového parku, a rovněž 625 kusů Pz 38(t), které se nacházely v 7., 8., 12., 19. a 20. tankové divizi. Německé tankové divize měly různou sílu v závislosti na počtu a typu přiřazených tanků. Nejvíce tanků měla 7. tanková divize, která jich měla 278, a nejméně 9. a 14. divize, které měly po 154 tancích. Rovněž je třeba říci, že 6., 7., 8., 12., 19. a 20. tanková divize neměly ani jeden tank typu Pz III. Nejvíce těchto modelů měla 17. tanková divize se 106 kusy. Distribuce Pz. I v divizích byla různá, pohybovala se od 8 kusů (13. tanková divize) do 55 kusů (20. tanková divize). Každá z dvaceti divizí měla k dispozici minimálně 20 kusů Pz IV.
Je však třeba brát v potaz různé varianty jednotlivých strojů. Například první čtyři řady modelu Pz III A-D byly po polském tažení z výzbroje tankových divizí staženy a bojů ve Francii ani v zemích Beneluxu se neúčastnily. První velká sériová produkce začala modelem E, kterého se vyrobilo asi 100 kusů. Měl zcela nový motor, nový systém odpružení a čelní pancíř byl navýšen z 15 mm na 30 mm, čímž se zvedla váha na necelých 20 tun. Na začátku roku 1939 bylo rozhodnuto nahradit nevyhovující 37mm dělo 50mm dělem L/42, avšak než se vize přenesla z nákresů do reality, byly již tři čtvrtiny nového modelu F osazeny starou zbraní. Celkem se modelu F vyrobilo 425 kusů. Modelu G se vyrobilo zhruba 600 kusů a jako první měl zvýšené zadní pancéřování na 30 mm. Následující série modelu H potom měla nově navrženou věž. Posledním modelem, který se začal vyrábět před operací Barbarossa, byla série J, která doznala změny v čelním pancéřování. Různé menší změny byly prováděny s přechodem na každý nový model. Z toho důvodu se nelze upínat na pouhé označení, v tomto případě Pz III, neboť jednotlivé modely měly různé vlastnosti, přednosti a slabiny. Podobným vývojem si prošel také Pz IV. Model A měl například maximální tloušťku pancíře 20 mm, zatímco modely B, C a D měly pancíř navýšený na 30 mm. Série E přinesla navýšení čelního pancíře na 50 mm, série F potom měla 50mm pancíř rovněž na věži. 
Co se týče dělostřelectva, měla německá armáda k 1.6.1941 přibližně: 2 000  20mm Flaků, 15 000 37mm Paků, 1 000 47mm Paků, 1 000 50mm Paků, 16 000 50mm minometů, 11 000 80mm minometů, 4 000 75mm polních děl, 1 000 150mm polních děl, 5 500 105mm houfnic, 3 000 150mm houfnic.
Pro operaci Barbarossa shromáždili Němci na půl milionu motorových vozidel z celé Evropy, což se nakonec ukázalo být současně i přítěží. Nákladní automobily z různých zemí vyžadovaly různé náhradní díly, což přidalo další zátěž na již tak přehlcený německý průmysl. Většinou se ale o zásobování starali koně, kterých měli Němci ve svých řadách na začátku války se Sovětským svazem přes jeden milion. Koně byli mimo zásobování zcela běžně užívány pro tažení dělostřelectva a podobně. Německo a jeho spojenci zaútočilo s 3,7 miliony muži.
Další důležitou složkou tažení bylo letectvo. Celkem se kampaně zúčastnily čtyři Luftflotte, z nichž nejslabší byla Lft. 5, která měla k dispozici jen 98 letadel (akceschopných jich bylo 82), jmenovitě  22 (17) bombardérů, 40 (37) Ju-87, 12 Bf-109, 4 Bf-110 a 20 (12) dalších. Nejsilnější naopak byla Lft. 2, která měla k dispozici 1 367 (994 akceschopných) letadel, jmenovitě 299 (222) bombardérů, 425 (323) Ju-87, 384 (284) Bf-109, 98 (60) Bf-110, 115 (69) transportních a 43 (36) dalších letadel. Celkem Němci měli 22. června na východní frontě k dispozici 2 995 bojových letadel, z nichž akceschopných bylo 2 255. Pod přímým velením pozemní armády bylo dalších zhruba tisíc letadel, například průzkumné, poštovní apod.
Sovětské jednotky na začátku tažení
Sověti se stejně jako Němci spoléhali především na tanková uskupení. Tanky byly organizovány v tankových sborech, z nichž každý měl dvě tankové divize a jednu pěší motorizovanou divizi. Kvalita vybavení těchto sborů se značně lišily. Například III. mechanizovaný sbor v Litvě čítal 669 tanků, z nichž 101 byly nové těžké tanky KV-1 a střední tanky T-34. Ještě silnější byl IV. tankový sbor patřící 6. armádě, který čítal 979 tanků, z nich 414 bylo KV-1 nebo T-34. Naproti tomu měl například XIV. tankový sbor jen 528 zastaralých lehkých tanků T-26.
Sovětské pěší divize měly v době německého útoku zhruba 8 000 mužů, což bylo asi 60 % tabulkové síly a měly bolestný nedostatek kulometů, minometů a protileteckých děl. Celkem se německému útoku postavilo 2,7 milionu sovětských vojáků. Sovětské jednotky nebyly plně mobilizované ani připravené k boji. Naproti tomu v tankové technice byla převaha na straně SSSR. V obrněné technice disponovala Rudá armáda jen v západních vojenských okruzích více než dvojnásobkem jednoznačně lepších strojů než invazní uskupení Osy. Ještě o něco větší počet tanků se nacházel ve zbylých okruzích. V západních okruzích měl SSSR i více než dvojnásobný počet bojových letadel. Zde ovšem byla kvalitativní převaha na straně Německa.[zdroj?] Samostatnou kapitolou byl zcela zanedbaný logistický úsek a nedostatek spojovací techniky (zejména vysílaček a drátů k polním telefonům), což výrazně snižovalo bojeschopnost Rudé armády jako celku.[zdroj?]
Výrazná převaha na straně Rudé armády v bojové technice byla u všech zbraní snižována výrazně nižšími standardy při výběru a výcviku mužstva a důstojnického sboru.[zdroj?] Značně negativní roli hrál rovněž vliv politických komisařů přidělovaných k jednotkám. Ti měli jen minimální nebo žádné vojenské vzdělání nebo zkušenosti a jejich amatérské zásahy do vedení bojových operací mohly snadno neutralizovat sebelepší výkon velitele.
Značnou neznámou je přínos obyvatelstva v oblasti bojů. Obecně lze říci, že na Ukrajině, v Bělorusku a Pobaltí, kde jednotky Rudé armády představovaly nenáviděné okupační síly a NKVD spáchalo největší zločiny, byli Němci a jejich spojenci zpočátku vítáni jako osvoboditelé. V Pobaltí a na Ukrajině vypukla povstání, která způsobila Rudé armádě velice vážné potíže a značně ovlivnila průběh následných střetnutí v její neprospěch. Naopak v pozdějších fázích operace Barbarossa se situace změnila, zejména ve vlastním Rusku a „tradičních ruských územích“ se místní obyvatelstvo postavilo na odpor německé invazi a poskytovalo Rudé armádě výraznou podporu.
Sovětský svaz časem stáhl náskok Osy v lidech mobilizací lidských rezerv, ale dočasně ztratil převahu v technice. Tuto převahu však posléze zase postupně získával díky přísunu nových sil ze středního Ruska a Sibiře a také náběhem výroby v přesunutých továrnách.

## Bojové operace

### Útok

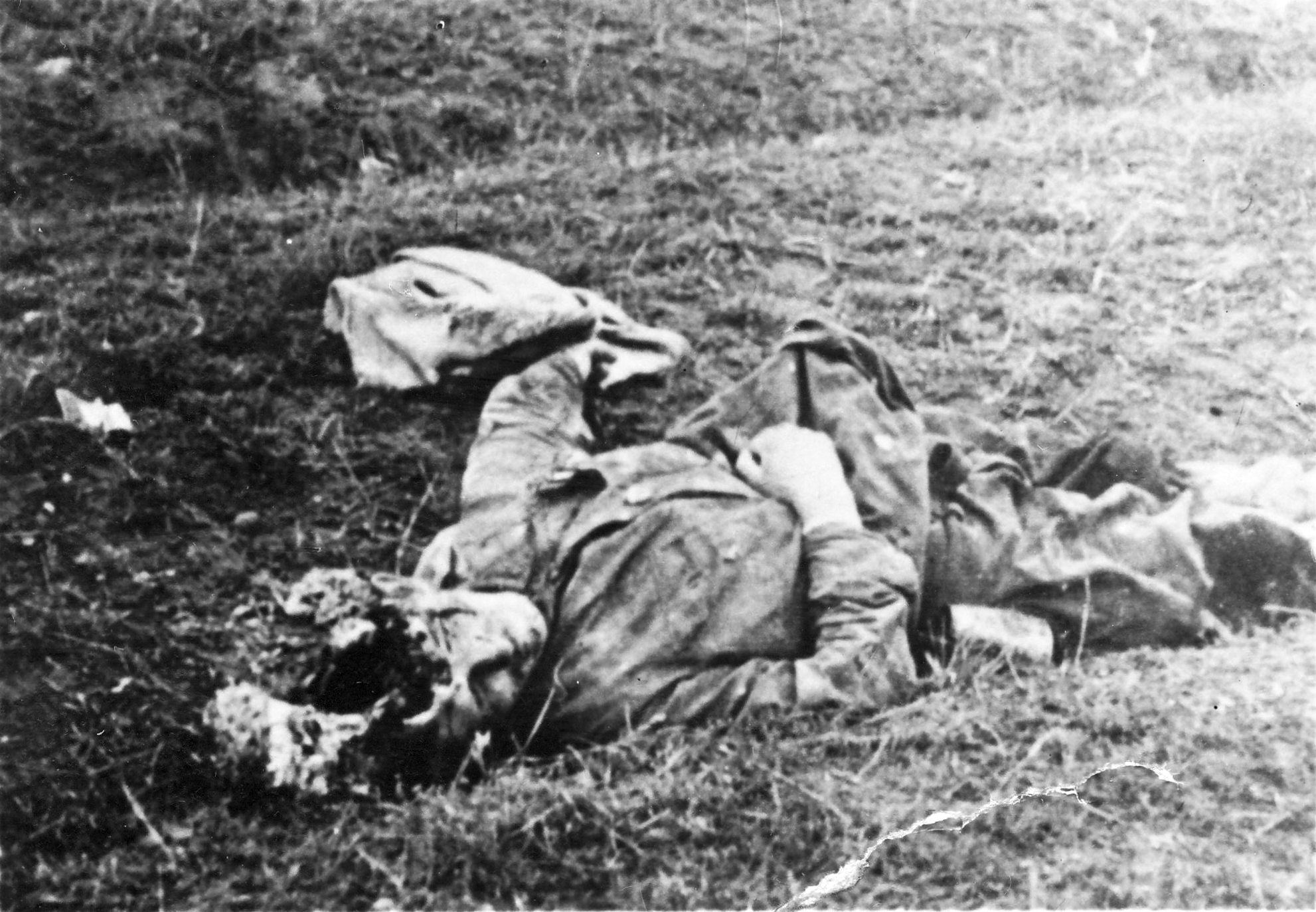
Padlý voják Rudé armády

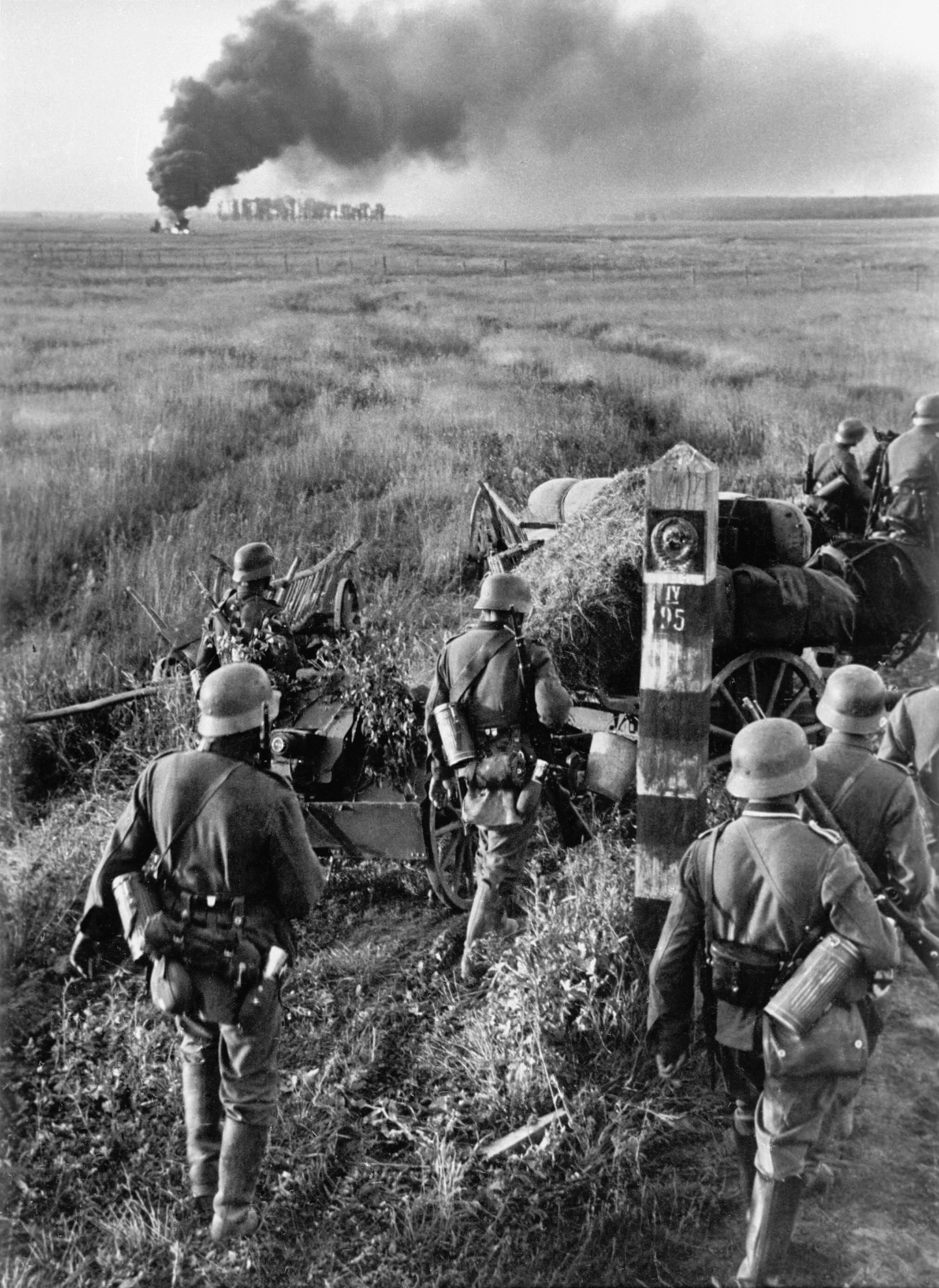
Německé jednotky překračují hranici do SSSR

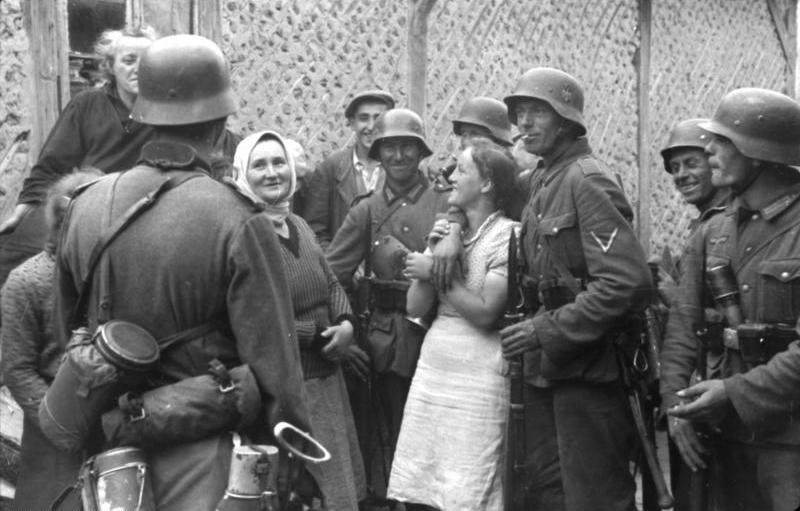
Tato propagační fotografie zachycuje Němce při setkání s „nadšeně je vítajícími“ sovětskými civilisty

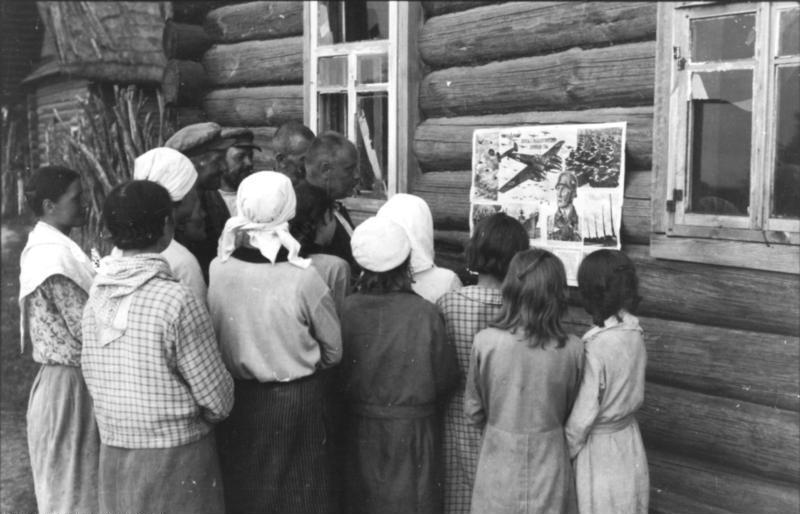
Civilisté si prohlížejí propagační plakát velebící Wehrmacht

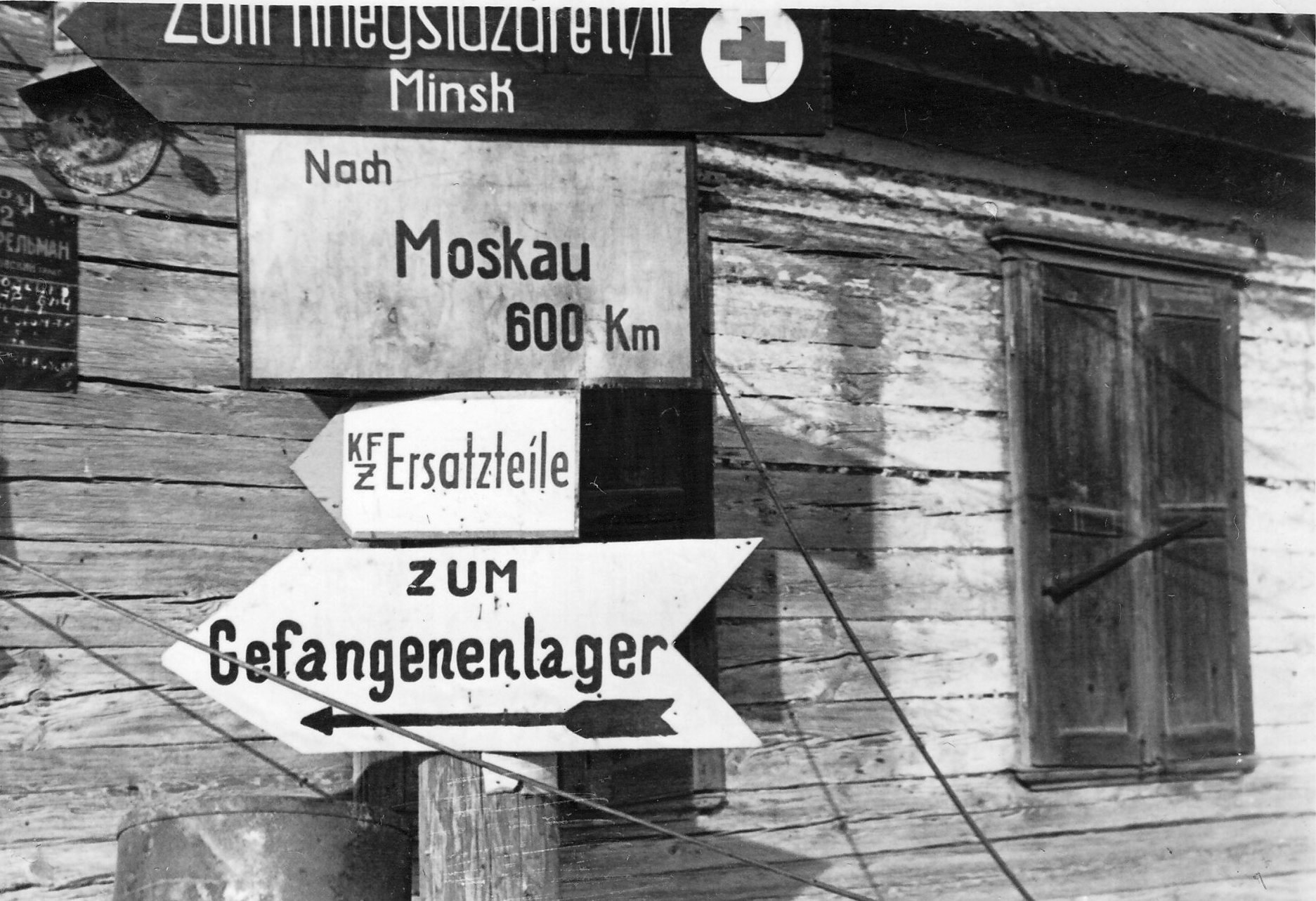
Němci, ze začátku přesvědčení o svém úspěchu si na dobytém území zřizovali velice sofistikované základny

Ráno 22. června 1941 nacistické Německo společně se svými evropskými spojenci napadli bez vyhlášení války Sovětský svaz a začala tak jedna z nejbrutálnějších a největších válečných kampaní v historii lidstva.Boje začaly na německo-sovětské hranici dlouhé od Baltu po ústí Dunaje 2 000 km a o tři dny později i na hranici SSSR, Finska a Norska dlouhé 1 200 km.
Samotný útok byl velmi dobře připravený a utajený. Mezi vojáky před začátkem kolovaly domněnky, že cílem je přechod územím Sovětského svazu (se Stalinovým požehnáním) a útok na kolonie Velké Británie. Sovětský svaz byl do poslední chvíle řadovými vojáky považován za spojence Německa. Až večer 21. června byla vojákům přečtena Hitlerova propagandistická výpověď vysvětlující důvody napadení Sovětského svazu.
O chystaném útoku byli sice Sověti zpraveni díky německému přeběhlíkovi Alfredu Liskowovi, který 21. června 1941 okolo 21. hodiny překročil u řeky Západní Bug hranici, ale jeho informace byla považována za dezinformaci. Pro mnoho jednotek, ke kterým včas nedorazil rozkaz o bojové pohotovosti, to znamenalo naprosté zaskočení.
O 3.15 (5.15 moskevského času) jako první začala německá dělostřelecká příprava v oblasti Brestu. Ve 3.40 následovaly útoky německých střemhlavých bombardérů. O 4.15 začala německá vojska překračovat řeku Západní Bug (úderná jednotka 3. tankové divize předtím dobyla Kodenský most), čímž fakticky vstoupila na území Sovětského svazu.
Německý útok byl veden ve třech směrech:
- Pobaltí, Leningrad – Skupina armád Sever pod velením polního maršála rytíře von Leeb
- Brest-Litevsk, Smolensk, Moskva – Skupina armád Střed pod vedením maršála Bocka
- Ukrajina, Doněcká pánev – Skupina armád Jih pod vedením maršála Rundstedta

Samotnému útoku na mnoha místech předcházely diverzní akce německých speciálních jednotek Brandenburg tajné služby Abwehr. Několik z nich bylo provedeno vojáky převlečenými do sovětských uniforem. Tyto jednotky měly většinou za úkol zajistit důležité mosty nebo se zamíchat mezi ustupující sovětské jednotky a poskytovat zpravodajské informace.
Němci měli hned od začátku velkou převahu a úspěšně postupovali na všech směrech za uplatňování taktiky bleskové války, kterou s úspěchem využili v Polsku i ve Francii. Prvních čtrnáct dní postupu bylo ohromujících, když Němci postoupili o 300 až 600 km. Jediným nedobytým městem byl Brest-Litevsk, kde zbytky obránců bojovaly ještě měsíc po prvním útoku. Zaskočená Rudá armáda kladla intenzivní odpor pouze lokálně, což nebyl pro zkušené německé jednotky žádný podstatný problém. V sovětských kasárnách vládl zmatek, mnohde tam, kam nedorazily včas rozkazy, se vojáci báli podniknout samostatné kroky, i když se kolem střílelo.
Luftwaffe si hned první den získala vzdušnou převahu, když při opakovaných náletech a vzdušných bojích v průběhu prvního dne zničila 1 200 sovětských letadel. Velitel letectva západního frontu v Bělorusku, generál Ivan Kopec v průběhu 22. června obletěl všechna svá podřízená letiště a zděšen ze vzniklé situace po přistání spáchal sebevraždu.
Informace o napadení země obyvatelstvu o 12. hodině 22. června prohlásil v rádiu ministr zahraničních věcí Molotov. Jako první označil konflikt za vlasteneckou válku. Zároveň nezapomněl dodat, že země vede spravedlivou válku a nepřítel bude poražen
Již od počátku války obě strany hrubě porušovaly mezinárodní konvence o zacházení se zajatci. Sovětský svaz je odmítl vůbec uznat, Třetí říše se zase do značné míry řídila rozkazy Hitlera, založenými na jeho rasových idejích nižších ras – antislavismu a antisemitismu. Ty sice zpočátku důstojníci Wehrmachtu z velké části odmítali či zmírňovali vysvětlujícími a zpřesňujícími dodatky,[zdroj?] nicméně popravy a masakry zajatců některé jednotky německé pravidelné armády vykonávaly. Největší část zvěrstev však páchaly speciální oddíly, na německé straně zejména jednotky SS (Einsatzgruppen), na sovětské straně oddíly NKVD.
Přesto, že Sověti měli převahu v technice, nedokázali německý postup zastavit. Mnoho letadel, z nichž většinu tvořily staré typy stíhaček I-15, I-153, I-16, či bombardéry TB-3, bylo zničeno v počátečním stádiu války. Jiná situace byla u tankových vojsk. I když většinu tanků tvořily starší typy, zejména BT či lehké tanky T-26, byly tu i tanky typu T-34 a KV v takovém množství, že by za normálních okolností musela německá tanková vojska překonat. Ovšem problémy s nedostatečným výcvikem, velením, absencí radiostanic, špatným zásobováním pohonnými hmotami i municí způsobilo, že tato převaha byla nevyužita. Zastaralá byla i doktrína boje tanků, které nebyly nasazovány v mohutných útočících skupinách, ale pouze jako podpůrná zbraň útočící pěchoty. Navíc se do organizace obranných bojů začali plést i političtí komisaři, kteří pod pohrůžkami začali vydávat rozkazy, které byly z vojenského hlediska zcela nesmyslné. Přes všechen chaos se začala situace částečně stabilizovat. Rudá armáda vedla tvrdé obranné boje, při nichž však stále docházelo k chybám, a to kvůli Stalinovým zásahům. Sovětské jednotky se dostávaly do obklíčení, ze kterého se mnohdy nestačily probít a padly do zajetí.

### Boje ve směru Minsk

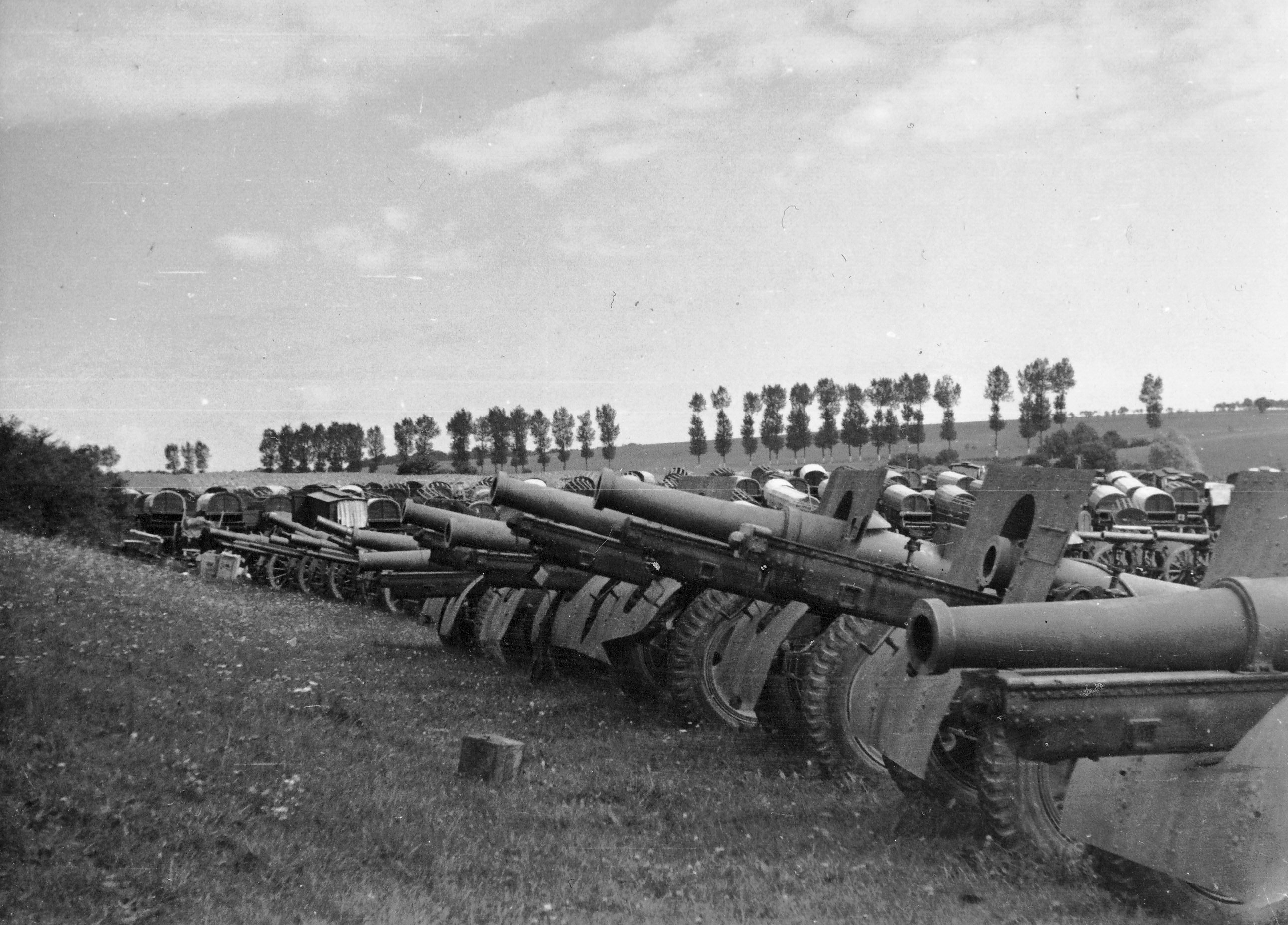
Na začátku operace se Němcům podařilo získat značné množství nepoškozené sovětské výzbroje

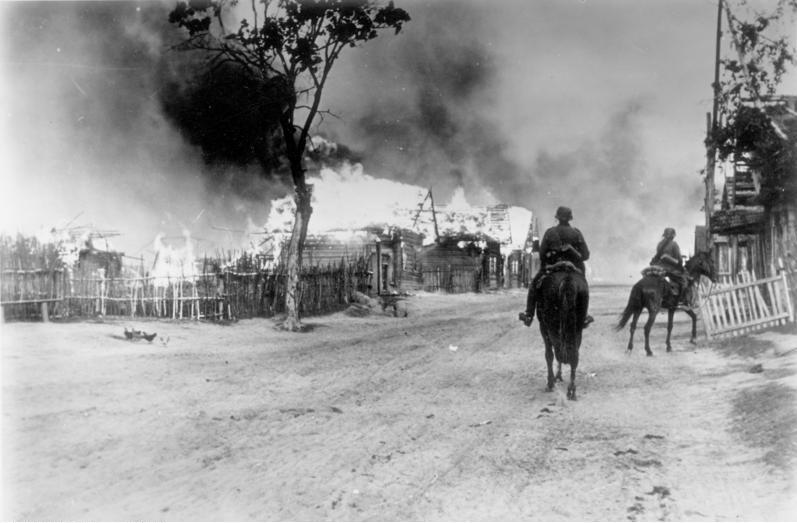
Německé jezdectvo projíždí hořící běloruskou vesnicí u Mogileva

Na zemi postupoval wehrmacht úspěšně kupředu, obcházel místa odporu a rychle obklíčil neorganizovaně nasazované jednotky Rudé armády. Ty sice dostaly rozkaz okamžitě přejít do protiútoku, ale byly nasazovány jednotlivě, bez přípravy a znalosti situace na frontě. Němci tak byli díky soustředění svých sil u hranic schopni efektivně porážet svého nepřítele a rychle postupovat na hlavních směrech do vnitrozemí. Na mnoha místech byla německá vojska vítána jako osvoboditelé od bolševismu. První vážnější odpor na důležitém směru v oblasti Brestu a Kovelu kladl pouze 15. střelecký sbor. Jeho jednotky většinou neměly šanci organizovaně se probít z obklíčení a byly zajaty. Tvrdě se bránily jednotky obklíčené v Brestské pevnosti, které způsobily německé 45. divizi wehrmachtu těžké ztráty. Někteří z obránců vyšli z ruin a sklepů až na konci léta 1941, mezi tím si byl pevnost, která odolávala německým jednotkám déle než celá Francie, prohlédnout dokonce sám Hitler. Ale místní odpor nemohl Němce zastavit. Při bojích západně od Minsku Sověti špatně odhadli dislokaci nepřátelských obrněných sil, a těm se podařilo proniknout hluboko do týlu Západního frontu, obsadit Slonim na cestě mezi Bialystokem a Minskem, čímž odřízli celý první sled sovětského západního frontu. Němci rozvrátili týl sovětských vojsk dislokovaných u hranic, aniž by byly schopny podniknout efektivní protiútoky. Sovětské síly začaly být obkličovány v oblasti západně od Bialystoku, jižně od Grodna s hrdlem u Volkovska. Podél křídel sovětských vojsk postupujícími tankovými skupinami generála Guderiana na jihu a generála Hotha na severu. Sověti sice začali své síly z výběžku sahajícího až téměř k hranicím stahovat, ale bylo pozdě. Jádru sovětské 3. armády se sice podařilo ustoupit kolem Volkovska na východ, ale čekalo je však další obklíčení. Němci mezi Lidou na severu a Baranoviči na jihu uzavřeli druhé kleště obklíčení západně od Minska. Minsk padl už po 5 dnech bojů. V rozsáhlém kotli mezi Minskem a Bialystokem do 14. července Němci zajali 270 až 300 tisíc sovětských vojáků a získali asi 2 500 tanků. Východně od něj byla německá vojska zadržena u Borisova. Následně začala být narychlo připravována obrana na úseku Smolensk–Moskva, kde se linie táhla od Vitebska po Mogilev.
Stalin rozhořčený katastrofou na tomto úseku nařídil zatčení velících důstojníků Západního frontu. Kromě jeho velitele generála Pavlova to byli náčelník štábu frontu Klimovskich a velitel 4. armády Korobkov. Všichni tři vysocí důstojníci byli navzdory jejich obhajobě z objektivních příčin porážky vlastních vojsk obviněni z protisovětské činnosti a popraveni.
Pro sovětský režim nastal při německém postupu problém, co s množstvím politických vězňů, které bolševické represivní složky zatkly na nově nabytých územích západního Běloruska, západní Ukrajiny, východního Polska, v Pobaltí a Bukovině. 24. června 1941 vydal Berija rozkaz k masové likvidaci politických vězňů na ohrožených územích. Vězni byli na mnoha místech vraždění bez soudu, často velmi krutým a barbarským způsobem. Na mnoha místech se NKVD nepodařilo před příchodem Němců povraždit všechny vězně. Počet obětí ve vnitrozemí, kde mohlo NKVD působit delší dobu, nebyl dodnes vyčíslen. Zdroje poukazují, že muselo jít o desítky tisíc životů. V období nacistického vpádu do země podle několika zdrojů také zahynulo největší množství vězňů v sovětských gulazích.

### Boje v Pobaltí

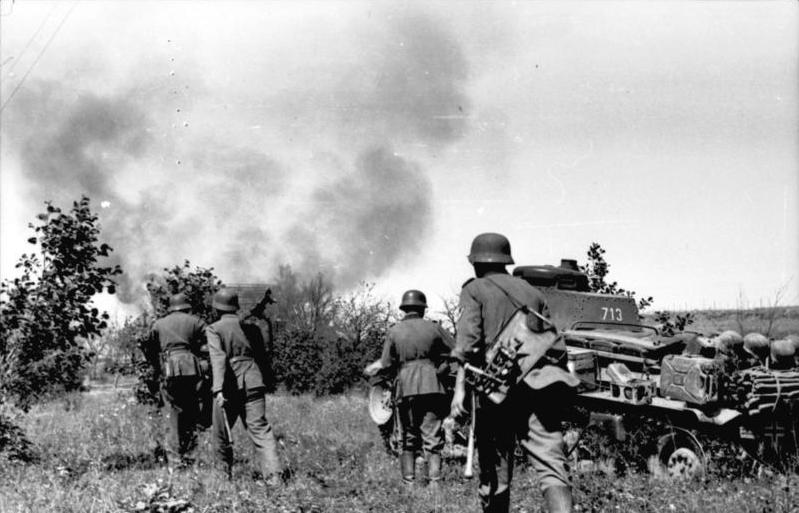
Němečtí vojáci a tank LT vz. 35 postupující plání kdesi na severu SSSR

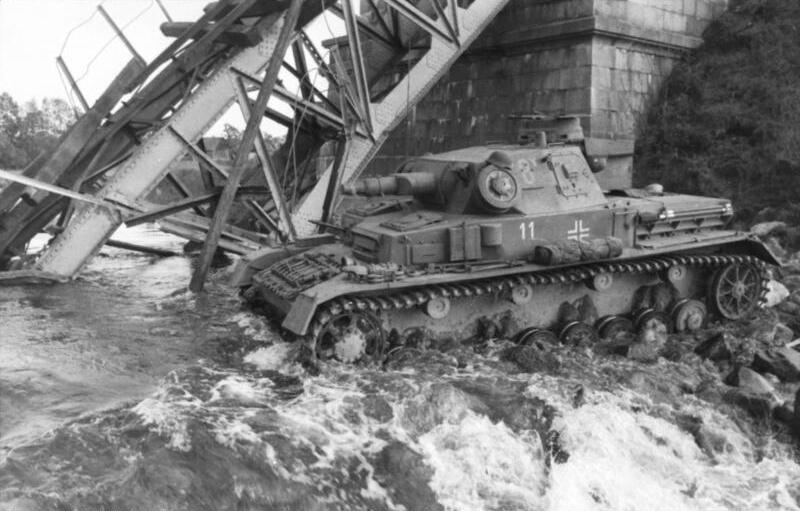
Německý Panzer IV 8. obrněné divize překračuje řeku u zničeného mostu během bojů v leningradském směru

Skutečně bleskový byl postup skupiny armád Sever přes pobaltské republiky na Leningrad, kde Němci dobře využili kvalitní silniční síť v těchto zemích. Velmi důležité bylo získání mostů přes Daugavu odvážným útokem u města Dvinsk 26. června 1941. Rychlý postup také způsobil fakt, že vojenské jednotky tvořené z branců povolaných z místního obyvatelstva nekladly Němcům odpor a to, že tady proto Sověti neměli dostatek bojeschopných jednotek. Jejich pozdější postup se však zanedlouho zpomalil po odvolání podstatné části tankových vojsk nedaleko od druhého největšího sovětského města.

### Boje na severu
22. června začaly německé jednotky podnikat letecké a námořní útoky na Sovětský svaz i za využití základen na finském území. Finské jednotky se akcí zpočátku neúčastnily – Finsko vyhlásilo neutralitu s tím, že německé základny ve Finsku jsou logická protiváha sovětské základny v Hanko, jejíž zřízení si Sovětský svaz vynutil přepadením Finska v roce 1939. Poté, co Sovětský svaz 25. června zareagoval leteckými útoky proti finským městům, zahájily německé i finské jednotky i pozemní bojové operace na finské frontě od Karélie po poloostrov Kola, přičemž hranicí mezi jižní (finskou) a severní (německou) částí fronty byla řeka Oulu.
Sovětská vojska nebyla ani v této oblasti připravena na útok početnějších vojsk a zpočátku nedokázala nepřátelský postup zastavit. Ovšem bojové operace takového rozsahu se v polárních podmínkách dosud nikdy nevedly, a na obtíže, které tu dlouhotrvající bojová činnost přinášela, nebyla připravena ani německá strana. To a neochota Finska pokračovat v útoku po dosažení hranic z roku 1920, nakonec Sovětský svaz na této důležité frontě zachránilo.
Německá strana měla pro své rozsáhlé angažmá v Severním Finsku dva zásadní strategické motivy – niklové doly v oblasti okolo Petsama, jejichž produkce byla důležitá pro německý válečný průmysl, a příležitost eliminovat pro sovětskou stranu životně důležitý přístav Murmansk a Murmanskou železniční magistrálu, což by znamenalo odříznutí Sovětského svazu od dodávek ze západu. Němci sice ovládli niklové doly a Petsamo (které pak využívali jako základnu pro akce proti Murmansku), Murmansk ale nedobyli a Murmanskou magistrálu se sice podařilo přerušit, ale jen v jižním finském úseku, kde již byla zdvojena alternativní východnější tratí, takže to nemělo kýžený efekt.

### Boje na Ukrajině

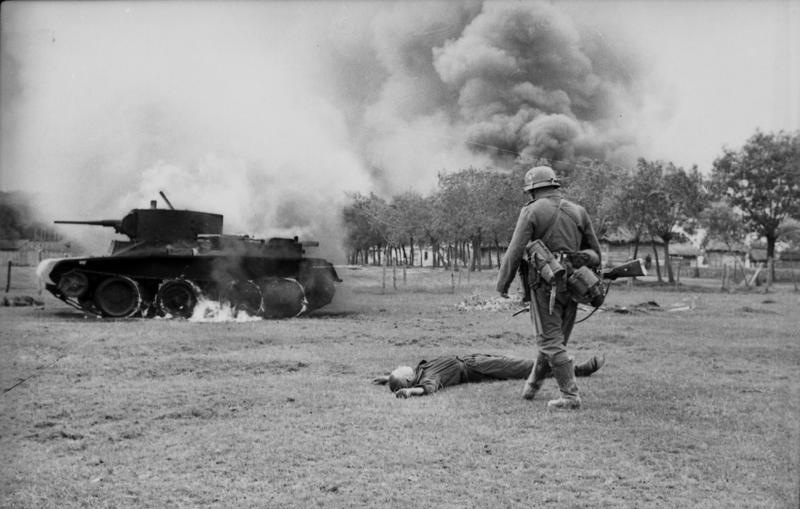
Ukrajina, první dny Barbarossy

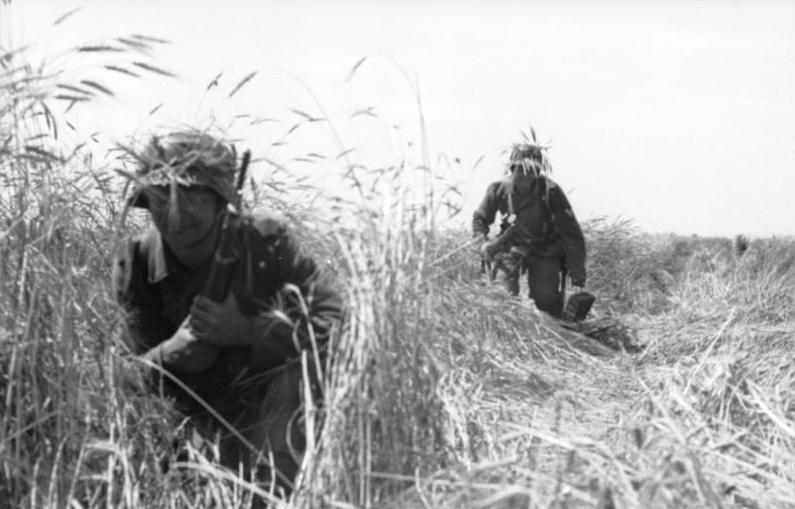
Němečtí pěšáci při bojích na Ukrajině, červenec 1941

Na jihu, na ose postupu jižně od Pripjaťských močálů, čelila nacistická vojska větší koncentraci nepřátelských sil, kterým se po většinu července dařilo vést poměrně úspěšné ústupové boje. Nacistické jednotky dočasně zastavily u Rovna před Kyjevem. Už 9. července však dobyly Žitomir a tím přímo ohrozily Kyjev. Sovětská vojska se pokoušela zabránit svému obklíčení v oblasti Kyjeva a u Berdičevu vedla téměř týden těžké boje.
V půli července se sovětská vojska pod vedením maršála Buďonnyho pokusila na jihu Ukrajiny o protiútok u Umaně. Krátce zastavila německé jednotky, ale sama se dostala do obklíčení rychle postupujícími německými tankovými skupinami. 8. srpna 1941 přestalo v bezvýchodné situaci 20 sovětských divizí klást odpor.
Za první měsíc války Rudá armáda utrpěla katastrofální ztráty. 850 000 vojáků bylo mrtvých nebo raněných, asi 1 milion se dostal do zajetí. Ztraceno bylo 9 500 děl, přes 6 000 tanků a asi 3 500 letadel. Nepřítel obsadil podstatnou část země do hloubky 300 až 600 km a nadále intenzivně postupoval. Sám však utrpěl nemalé ztráty, ty ale nebyly tak vysoké jako uváděla sovětská prohlášení. Na německé straně padlo asi 100 000 vojáků, což je třikrát více než padlo za celé tažení západní Evropou. Německo ztratilo asi 40 % tanků, jimiž vpadlo do SSSR a asi 950 letadel.
Po dobytí Ukrajiny bylo hlavní prioritou německé armády dobytí Moskvy, přičemž byly stanoveny i úkoly pro skupiny armád Sever a Jih – dobytí Leningradu, Krymu a Donbasu. V polovině září byla vydána směrnice na uskutečnění nezbytných příprav na zahájení generálního útoku na Moskvu. Operace Tajfun – bitva o Moskvu – začala 30. září 1941. Současně pokračovaly boje na severu, kde byl již od 8. září obležen Leningrad, i na jihu, kde německá vojska postupovala Doněckou pánví až k Rostovu, začal i útok na Krym.

### Kyjev a Smolensk

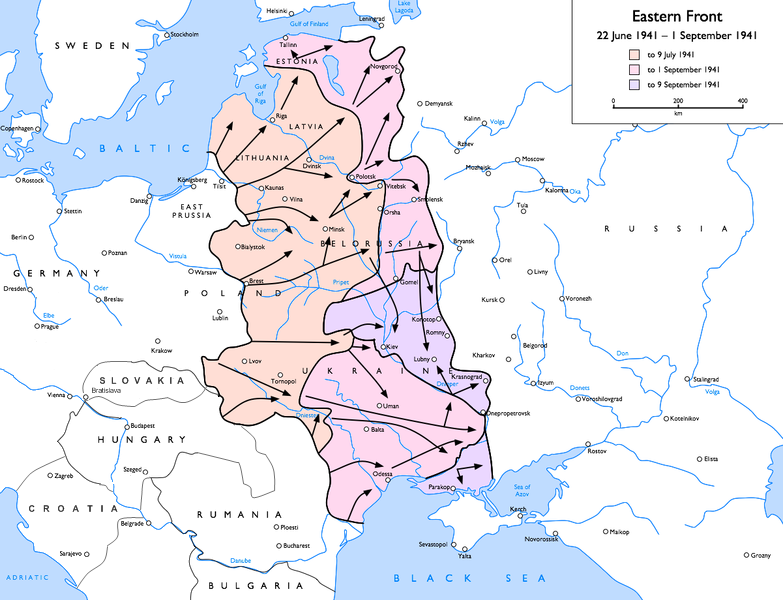
Situace na frontě od června do 9. září 1941

Na přelomu července a srpna 1941 byl zastaven postup skupiny armád Střed u Smolenska, která tam utrpěla velké ztráty. Hitlerovi bylo jasné, že počáteční nadšení, že Moskva bude dobyta během šesti týdnů, bylo předčasné. Nejrychlejší postup zaznamenávala skupina Sever, která postupně obsazovala Pobaltí a blížila se k Leningradu, nejpomalejší operace německá skupina armád Jih. Bylo to i z toho důvodu, že na Ukrajině bylo soustředěno největší množství vojáků i sovětských tanků, které v rámci svých možností podnikaly protiútoky. A tak před Kyjevem vznikl na frontě výběžek, který sehrál v dalších bojích důležitou úlohu. Hitler nařídil dobytí Kyjeva, Krymu a Doněcké pánve z hospodářských i vojenských důvodů, kterými bylo jednak obsazení významné zemědělské i průmyslové oblasti s těžbou uhlí s perspektivou dalšího postupu na Kavkaz, jednak zničení sovětských vojsk, která mohla ohrozit pravé křídlo skupiny Střed, a v neposlední řadě likvidace Sevastopolu, který se stal základnou pro sovětské útoky na rumunská naftová pole. S jeho názorem souhlasilo německé vrchní velení branné moci (OKW), ovšem proti tomu se postavil zejména generál Heinz Guderian, který chtěl pokračovat v přímém útoku na Moskvu.
U Kyjeva, kolem kterého se začala utahovat smyčka obklíčení, se nacházelo ještě velké množství sovětských vojsk. Ta ho měla podle příkazu Stalina bránit za každou cenu. 21. srpna německá vojska dosáhla Dněpru. I na sovětské straně vzniklo napětí mezi Stalinem a Žukovem, který prosazoval ústup, opuštění Kyjeva, stáhnutí se za řeku Dněpr a protiútok u Jelni. Byl si totiž vědom, že útokem ze severu i z jihu by se mohla dostat vojska před Kyjevem do obklíčení. Stalin však nechtěl o vyklizení Kyjeva nic slyšet a zareagoval pouze tím, že Žukova odvolal z postu náčelníka generálního štábu a nahradil ho maršálem Šapošnikovem. Žukov byl převelen k vojskům Záložního frontu k provedení protiútoku u Jelni. To bylo dovršeno 6. září, kdy sovětská vojska zlikvidovala jelňský výběžek a vstoupila do města. 9. září byl vydán rozkaz, aby se vojska připravila na ústup, který se však nikdy neuskutečnil. Už 25. srpna začala německá 2. tanková skupina pod Guderianovým vedením postup na město od Gomelu. O několik dní později zaútočila i 1. tanková skupina von Kleista u Kremenčuku a Čerkas. 14. září 1941 se tyto kleště sevřely u Lochvycji. Rudou armádou držela oblast v trojúhelníku Kyjev – Čerkasy – Lochvycja, která se brzy rozpadla na menší ohniska odporu. Pokusy o prolomení obklíčení nebyly soustředěny na jedno místo a byly provedeny nedostatečně připravenými vojsky. Bitva o Kyjevský kotel pro Sověty dopadla tak, jak Žukov předpokládal. Němci udělali obchvat a Kyjev padl 20. září 1941. Poslední ho opouštěly jednotky 4. divize NKVD, které zaminovaly centrum, mnohé administrativní a historické budovy, zničili všechny mosty přes Dněpr a zanechaly město bez elektrické energie. 26. září přestaly všechny sovětské jednotky v kotli klást organizovaný odpor. Velitel Jihozápadního frontu maršál Buďonnyj na poslední chvíli odletěl letadlem do Moskvy. Jeho zástupci generálové Kirponos a Tupikov padli v boji. Velitel 6. armády generál Potapov byl zajat. Více než milion sovětských vojáků a důstojníků zahynulo, bylo zajato, nebo se v nepřehledné situaci rozptýlilo. Do německých rukou se dostalo asi 532 000–650 000 zajatců, 3718 kanónů, 884 tanků a množství jiného vojenského materiálu, který Sověti nestihli znehodnotit. Z kotle uniklo jen asi 15–20 000 mužů. 5 sovětských armád a s nimi celý Jihozápadní front prakticky přestaly existovat. Byla to katastrofální porážka Rudé armády, likvidace Kyjevského kotle však dala čas sovětským jednotkám na jiných úsecích fronty. Několik dnů po obsazení Kyjeva explodovalo v centru města několik budov, část z nich využívaly v té době německé okupační síly. Šlo o budovy znehodnocené jednotkami NKVD. Němci tento incident využili a obvinili z diverzní činnosti místních Židy, které pak postříleli v nedaleké rokli Babí Jar. Jejich masové vraždy začaly 29. září 1941.

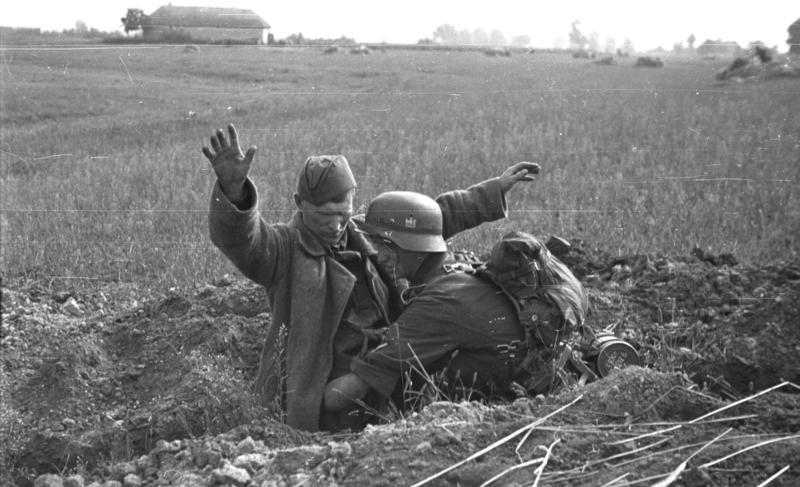
Německý voják odzbrojuje sovětského vojáka ve střeleckém zákopu

Jedním z úseků, kde chyběly Guderianovy síly, byl směr Smolensk–Moskva. Von Bockův přední voj dorazil k Smolensku již 16. července 1941 (podle jiných 15. července) ale postupně narazil na silný odpor na poměrně široké frontě a byl nucen na čas zastavit postup. Přitom Smolensk bránila nejprve pouze jediná ucelená divize a několik narychlo zformovaných střeleckých pluků vyzbrojených jen starými japonskými puškami. V noci se následně Němcům podařilo dostat až k mostům přes Dněpr, které však Sověti včas vyhodili do vzduchu. Následujícího dne dorazily sovětské posily a rozpoutaly se dva týdny trvající boje o město. Až 29. července, když situace pro obránce vypadala velmi povážlivě, dalo velitelství rozkaz k ústupu. Oficiální zpráva o ztrátě města však byla vydána až o dva týdny později. V té době se Sovětům podařilo Němce zastavit a nepustit je hlouběji do vnitrozemí. Nasazováním záloh na frontě od Velikých Luk po Mazyr a úspěšnými protiútoky tak nepřítele nakrátko zastavili. V té době však byl i tento krátký čas nesmírně důležitý. Přestože v následujících bojích byly stále více zatlačováni a Smolensk se dostal do německých rukou, průlom sovětské obrany německými tanky nenastal. Rudá armáda byla na několik týdnů schopna udržet souvislou linii asi 30 km východně od Smolensk a na čáře Jarcevo – Jelňa – Desna. Sověti se pokoušeli o protiútoky, při kterých se jim podařilo osvobodit město Jelňu]. Za tento úspěch byla sovětská 100. střelecká divize vyznamenána a jako první ze sovětských jednotek během války označena jako gardová (1. gardová střelecká divize). V těchto bojích byly poprvé použity pověstné raketomety „Kaťuša“, které při prvním nasazení v boji způsobily Němcům těžké ztráty. Přesto, že v konečném důsledku bitvu vyhráli Němci, boje u Smolenska výrazně zlepšily sovětskou morálku a výrazně přispěly k vítězství v následujících bojích u Moskvy. A to i přesto, že v závěrečné fázi bojů se Němcům podařilo obklíčit a zlikvidovat dvě sovětské armády. Přesměrování německých tankových sil generála Guderiana po úvodním neúspěchu u Smolenska lze podle některých názorů považovat za rozhodující moment v průběhu 2. světové války

## Bitva o Moskvu

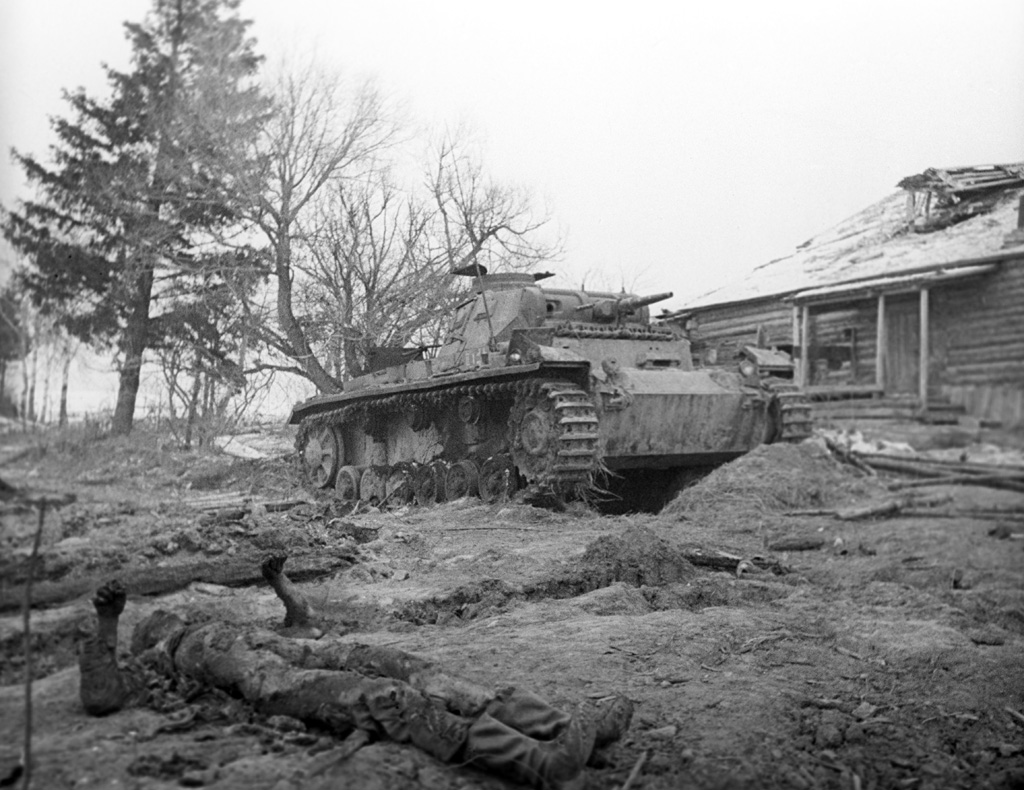
Zničený německý PzKpfw III u obce Skirmanovo, mezi Volokolamskem a Istrií západně od Moskvy

Zatímco se úporně bojovalo u Smolenska a Kyjeva, Hitler na bojové poradě na velitelství skupiny armád Střed váhal, zda je důležitější udeřit nejprve na zbytek Ukrajiny a dosáhnout Donbasu, nebo vyrazit na Moskvu. Generálové považovali za hlavní cíl Moskvu. Jejich argumenty bylo to, že Moskva je kromě politického a ekonomického centra SSSR i důležitou dopravní křižovatkou. Po její ztrátě by se sovětská obrana rozpadla na 2 části a sovětské velení by již nebylo schopno si udržet kontrolu ani efektivně vést bojové operace. Přesto se Hitler rozhodl, že důležitější bude Kyjev, Charkov a Krym, a teprve po jejich obsazení vydal rozkaz k útoku na Moskvu, takzvanou směrnici č. 35. Jeho generálové dostali následně možnost soustředit všechny své ozbrojené síly na cíl, kterému přikládali nejvyšší důležitost. 30. září začala bitva o Moskvu. Pád Sovětského svazu byl podle všeho přede dveřmi. Hitlerova 9. a 4. armáda, podporovaná 3. a 4. tankovou skupinou nejprve vyřadila sovětská vojska bránící se u Vjazmy. Zajali při tom údajně dalších 660 000 vojáků 19., 20., 24. a 32. armády. Vjazma padla 7. října, Brjansk 8. října a 14. října Hothovy tanky obsadily Kalinin.
V téže době sovětská vojska opustila Oděsu a stáhla se po moři na Krym, aby posílila obranu Sevastopolu.
V Moskvě nejprve propukla panika. Lidé se obávali, že město bude obklíčeno. Částečně tomu dopomohla evakuace sovětské vlády do Kujbyševa. Na druhé straně samotný Stalin zůstal ve městě, aby se podílel na řízení vojenských operací. 19. října prohlásily Moskvu za obléhané město, kolem města se urychleně budovaly obranné linie, protitankové zátarasy a příkopy. Narychlo zformované prapory domobrany z dělníků a obyvatel města byly připraveny zasáhnout v případě nutnosti do bojů. Za tři dny zformovaly 12 000 dobrovolníků, většina z nich neměla žádné bojové zkušenosti a pouze slabý výcvik. V následujících bojích tvořili „záplaty“ na Němci vytvořené mezery v sovětských liniích. Ani německé nebezpečí nezabránilo Stalinovi v organizování slavnostní přehlídky na Rudém náměstí v den výročí Velké říjnové revoluce 7. listopadu.
Nacistická vojska čekala na útok západně od města, už ani ne 100 km daleko. Přibližovala se od Kalininu, Klinu, Volokolamsku, Možajska a Kalugy a dostala se až za Tulu, kterou však nedobyla. Proti nim stály ústupy značně otřesené sovětské jednotky. Teprve v tomto nejkritičtějším období byl Stalin ochotný, po zárukách svých agentů v Japonsku, stáhnout část čerstvých vojsk z Dálného východu, Střední Asie a Sibiře. To bylo nasazeno doslova přímo z vlaků. Sovětské jednotky bojovaly s velkým zápalem a odhodláním, přinejmenším stejně usilovně pro ně v zázemí moskevští dělníci bez oddechu vyráběli množství munice, granátů a zbraní. Německý postup se v důsledku tvrdého odporu zpomaloval. Pomohlo tomu i zhoršující se počasí i pověstná ruská zima. 22. listopadu Němci dosáhli severně od Klinu a západně od Istry nejbližší bod od Moskvy, jakého kdy v pozemním boji dosáhli. Toto místo bylo necelých 35 km od Moskvy. Začátkem prosince už Němci západně od Moskvy nebyli schopni postupovat, bojovalo se pouze u Tuly, která se nakrátko ocitla v obklíčení, sovětská vojska však byla schopna probít se zablokovanou cestou na Moskvu a znovu se spojit s městem.

## Krach bleskové války
Protože nedošlo k reálné změně strategických cílů německých vojsk od začátku operace Barbarossa ani po útoku na Moskvu, tento lze považovat za její pokračování. Operace Taifun jako taková však už měla jiné operační záměry a znamenala opuštění původních plánů Barbarossy.
Na přelomu listopadu a prosince 1941 sovětské jednotky vytlačily nacistická vojska z Rostova a šlo o první rozsáhlý ústup německých vojsk na východní frontě. V prosinci 1941 Rudá armáda sesbírala zálohy a neočekávaně napadla křídla německých vojsk před Moskvou. Sovětská vojska postoupila jižně od Ilmeňského jezera, vyrazila také směrem na Kalinin a zastavila se až u Rževa a Gžatsku. Na jihu vyrazila u Voroněže i Jelce a Tuly, přičemž postoupila po Mcensk a daleko za Kalugu. Nebyla však schopna obklíčit německá vojska, která se v rozhodujícím okamžiku stáhla od Moskvy na západ a zabránila tak své likvidaci. Ofenzíva u Moskvy byla koordinována s ostatními operacemi po celé východním frontě, které zahnaly Němce stovky kilometrů na západ. Bylo osvobozeno mnoho oblastí, v nichž nacistická vojska napáchala velká zvěrstva. Útočící Rudá armáda přinutila Wehrmacht, poprvé za celou druhou světovou válku, přejít do obrany. Při hodnocení výsledků bojů je třeba brát v úvahu především fakt, že se Němcům nepodařilo získat dva ze tří hlavních cílů operace, města Leningrad a Moskvu, která byla hlavními dopravními uzly země.
Při bojových operacích v Bělorusku, na Ukrajině i za polárním kruhem ztratilo SSSR do října přes 2 miliony mrtvých a pohřešovaných a asi 800 000 raněných.
Ztráty do konce roku byly daleko vyšší a odhadují se na více než 3,3 milionu. Většina sovětských vojáků zajatých v tomto období zahynula v průběhu 12 měsíců ve špatných podmínkách v německých zajateckých táborech. Zacházení s nimi je mnohými porovnáváno s holokaustem. Němci do prosince 1941 ztratili asi 918 000 mrtvých, raněných a nezvěstných.

## Účast Slovenska
Invaze do Sovětského svazu se účastnilo i Slovensko, které vyslalo tzv. Rychlou brigádu pod velením plukovníka Pilfouska. První boj svedla u Wojtkové, ale k prvnímu většímu střetu došlo u Lipovce. Slováci utrpěli v tomto těžkém boji vysoké ztráty a začaly se mezi nimi vytvářet protiněmecké nálady. Část brigády byla poté buď stažena na Slovensko, nebo přidělena k 295. německé divizi.
Ke konci července byly slovenské jednotky na východní frontě rozděleny do Rychlé divize a Zajišťovací divize. Zajišťovací divize pod velením plukovníka Turance působila v týlu, jako strážní a policejní jednotka.
Rychlá divize se, pod velením plukovníka Malára, účastnila v polovině září bojů u obcí Okrajinka a Chodosovka, kde odrazila sovětský protiútok. V druhé polovině září postupovala na západ. Teprve na začátku listopadu byl její postup zastaven mezi Taganrogem a Mariupolem, aby zde zabránili sovětskému vylodění. Brzy byly od brigády odveleny tři pěší a jeden dělostřelecký prapor. Ty pak bránily linii na řece Mius u Želeboku.
V pozdějších letech na frontu nasazení vojáci Slovenské armády přebíhali hromadně k ukrajinským partyzánům a nechali se zajímat. Docházelo i k hromadným útěkům, legendární je postava kapitána Jána Nálepky. Z těchto oddílů se pak formoval v týlu Rudé armády 1. československý armádní sbor, resp. zejména 2. československá paradesantní brigáda v SSSR, která zasáhla do bojů o osvobození Československa.

## Zapojení dalších zemí
- od října 1941 pomoc od USA & Anglie – bezúročná půjčka 11 miliard $. Dodána spousta životně důležité výzbroje a materiálu, zejména nákladních automobilů, letadel, spojovací techniky a uniforem.

## Příčiny německých neúspěchů
Zoufalá situace, do které se dostala vojska Osy na konci roku 1941, měla několik příčin. Hlavní příčinou neúspěchu byla vzrůstající síla Rudé armády v kombinaci s řadou dalších faktorů, které výrazně snižovaly bojeschopnost a výkon Německa i jejich spojenců. Těmito faktory bylo zejména přetížení jednotek, vážná dopravní a zásobovací situace, oslabení a velké ztráty jednotek v bojích. Nedostatek pěchoty, který se začal projevovat již 1. září 1941 a Němcům se ho do konce války nepodařilo vyřešit. Některé faktory poukazují na podobnost s Napoleonovým tažením do Ruska v roce 1812.

### Podcenění sovětských sil

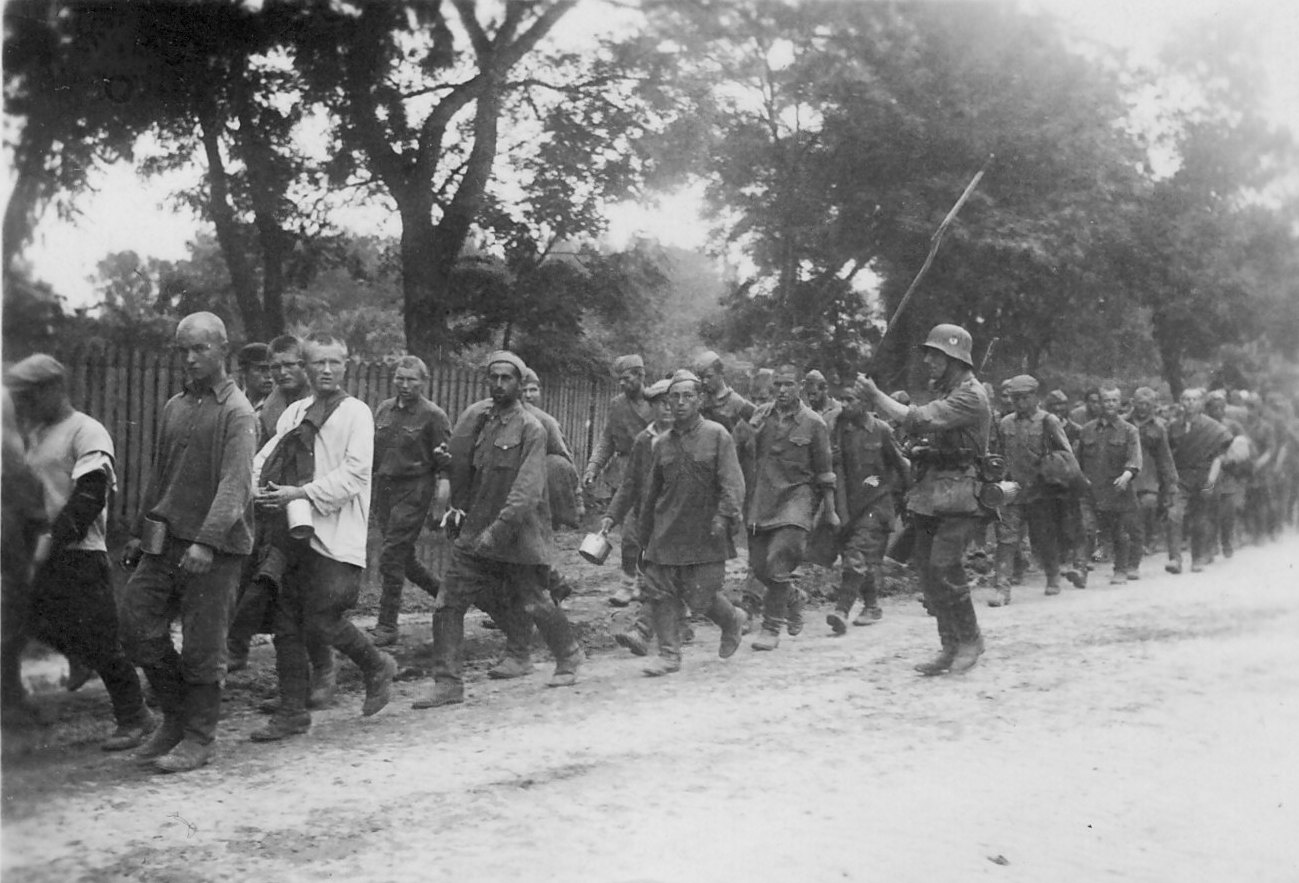
Sovětští vojáci jsou odváděni do zajetí v roce 1941

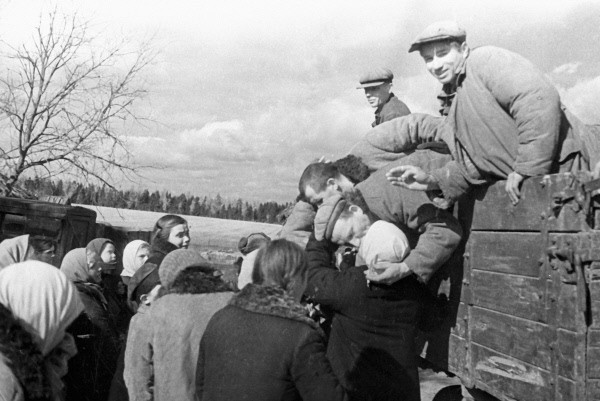
Odchod sovětských branců na frontu

Německé velení při plánování operace velmi podhodnotilo schopnost sovětské armády zmobilizovat do války dostatek mužů. Schopnost Sovětů rychle vycvičit množství branců, vyzbrojit je a poslat na frontu byla odhadována na základě předválečných mírových analýz, které se ukázaly jako nepřesné. Sověti vycvičili a poslali do boje dvakrát více mužů a žen, než němečtí plánovači očekávali. Začátkem srpna 1941 stihly nově zformované sovětské armády nahradit na frontě ty, které se Němcům mezi časem podařilo zničit. To mělo na krach operace Barbarossa významný vliv. Němci museli v průběhu měsíce doplňovat zásoby, což zpomalilo jejich postup a narušilo původní harmonogram, takže jim na dokončení bojových operací před začátkem období bláta zbývalo jen 6 týdnů, což byl neuskutečnitelný záměr. Rudá armáda byla schopna nahrazovat své těžké ztráty ve vysokém tempu, a tak jí jednotky jako souvislá síla nepřestaly nikdy existovat. Když byly divize sestávající z branců vycvičených před válkou zničeny, byly již nahrazovány novými. V průměru bylo každý měsíc v zemi povoláno asi půl milionu mužů. Sovětům se stejně úspěšně dařilo vycvičit nové jednotky z různých národů Sovětského svazu. Právě schopnost dlouhodobě mobilizovat velké množství lidí (i když často špatně vycvičených a slabě vybavených) v krátké době umožnila Sovětskému svazu přežít prvních 6 měsíců války a zcela narušila německé plány.
Později sehrály významnou roli i zpravodajské informace z Japonska získané díky Richardu Sorgemu. Na jejich základě si byli Sověti jisti, že Japonsko nebude na jejich východních hranicích vyvíjet žádnou aktivitu a mohli tak z Dálného východu na evropské bojiště přesunout četné jednotky.

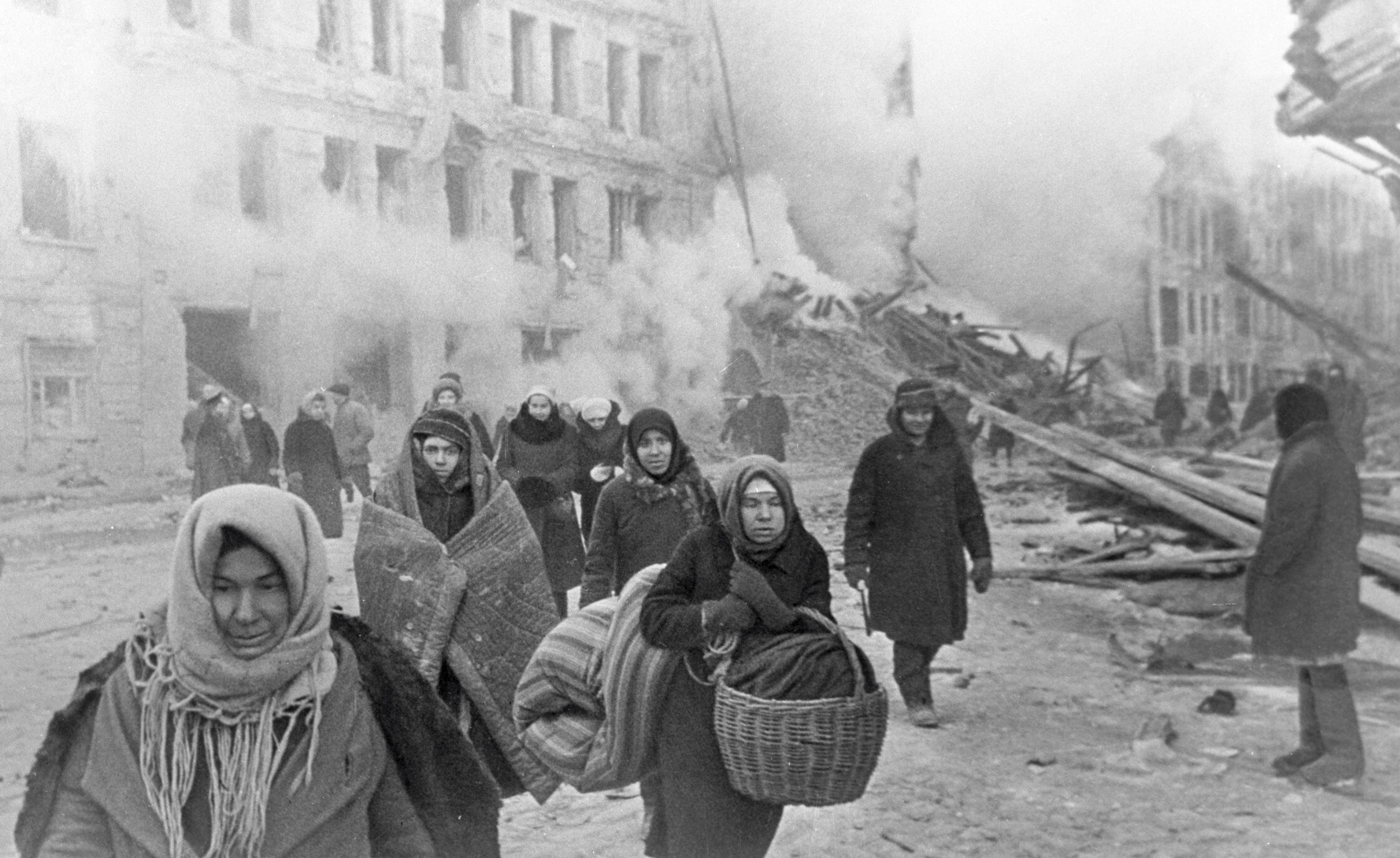
Obyvatelé Leningradu opouštějí své domy poškozené při náletu

Německé vrchní velení také výrazně podcenilo schopnosti sovětské výkonné moci. Němci se nesprávně domnívali, že sovětská vláda je neefektivní a neschopná. Vyhlídky na rychlé vítězství opírali zejména o víru v rychlý pád sovětského komunistického systému a celkové státní organizace. Sovětský systém se však ve válce projevil jako velmi pružný a překvapivě přizpůsobivý. Tváří v tvář zdrcujícím porážkám byli Sověti schopni demontovat fabriky ohrožené německým postupem, a většinu svých nejdůležitějších fabrik spolu se zkušenými dělníky přemístit do bezpečných oblastí mimo dosah německých armád a letectva. Navzdory ztrátě důležitých ložisek nerostných surovin, významných průmyslových oblastí a velkého množství pracovních sil v chaosu, který vypukl po německé invazi, se jim podařilo vybudovat dostatek průmyslových podniků, které jim v rozhodujícím momentě války dodávaly spolu s pomoci západních Spojenců dostatek vojenského materiálu. Díky tomu se sovětská vláda nikdy nedostala do zvlášť kritické situace, kdy by musela čelit zhroucení systému a po celou dobu si udržela pevnou kontrolu nad sovětským válečným úsilím.
Faktor, který sehrál během války významnou roli, bylo působení nacistických sil na obsazeném území SSSR. Válečné zločiny spáchané na sovětském území jsou obecně považovány za největší a nejhorší, které se udály v novodobých dějinách. Špatnému a krutému zacházení byli vystaveni nejen sovětští váleční zajatci ale i obyvatelstvo okupovaných území. Toto nacistické jednání vyvolalo prudkou nenávist v myslích a srdcích většiny sovětského obyvatelstva. Nenávist k Němcům umožnila sovětské moci vydolovat z obyvatelstva velkou míru sebeobětování nesrovnatelnou se západoevropskými národy.
Němci stejně podcenili i obyvatele Sovětského svazu jako celek. Obecně si představovali sovětské vojáky jako slabé a většinu z nich vnímali jako podřadné lidské bytosti. Během následujících bojů však byli němečtí vojáci ohromeni odhodláním a zuřivostí, s níž Rudá armáda často bojovala. Plánovači byli zaskočeni mírou utrpení, kterou sovětští lidé dokázali snést a přitom dále pracovat či bojovat.

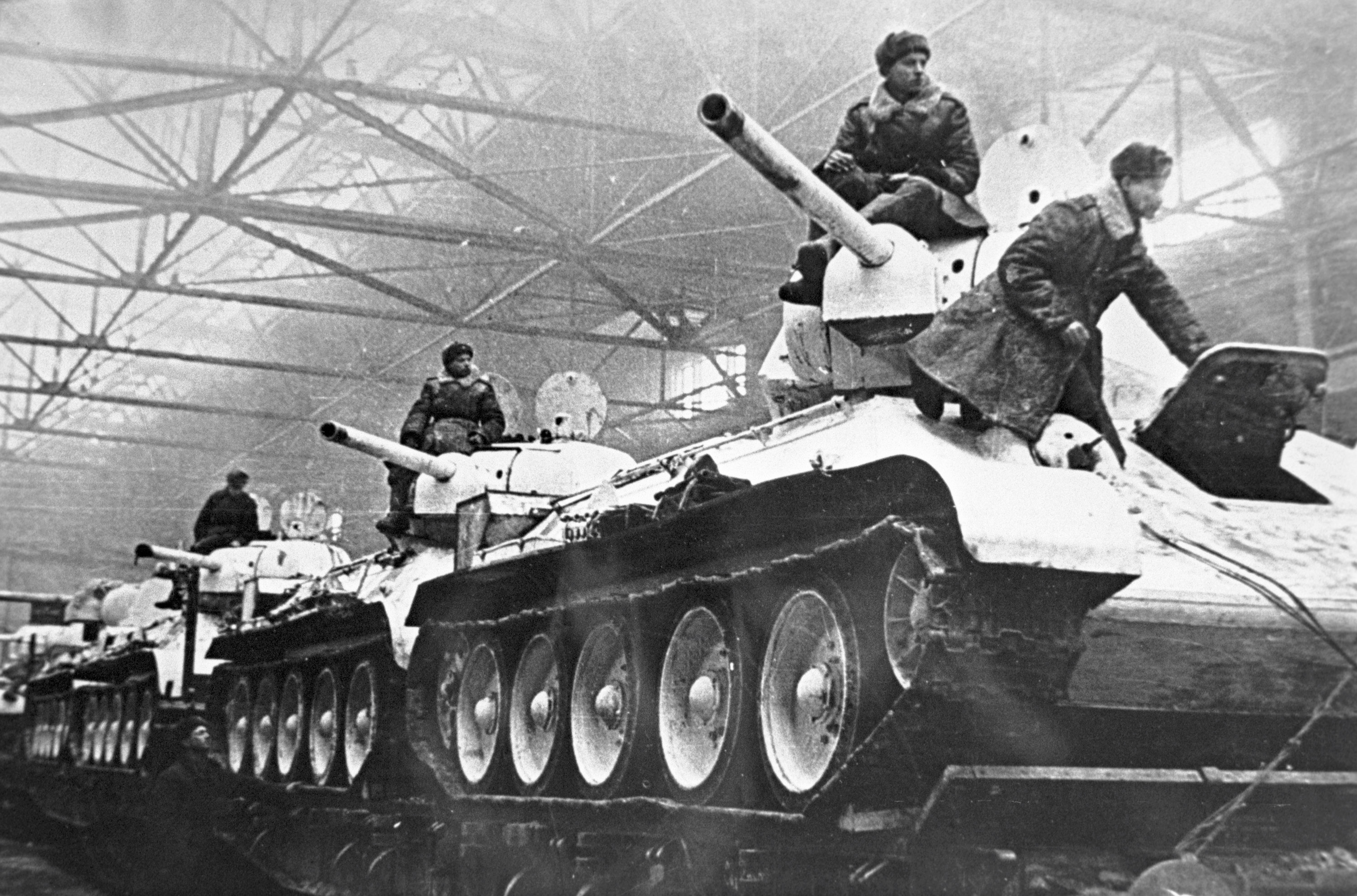
Tanky T-34 model 42 připravené k odchodu na frontu z továrny Uralmaš ve Sverdlovsku

Dalšími činitelem německého neúspěchu bylo podcenění sovětských technických možností a kapacit. Některé sovětské zbraně a vybavení byly na začátku bojů skutečně na dost nízké úrovni ve srovnání se svými německými konkurenty. Tuto mezeru sovětská armáda plánovala zacelit vývojem a výrobou nových vzorů. Průměrný sovětský branec byl obecně slabě vybaven. Kráčel do války ve stejných botách jako jeho předkové v první světové válce, ale na první pohled horší výzbroj ve skutečnosti nemusela zvlášť zaostávat za jeho protivníkem. Většina sovětských pěšáků byla vyzbrojena standardní puškou Mosin-Nagant 1891/30, zcela srovnatelnou s německou puškou Mauser Kar 98k, která byla standardní zbraní německé pěchoty během celé války. V roce 1941 bylo stejně jako v sovětské armádě většina příslušníků německých pozemních sil vyzbrojena puškami. Němci začali samopaly ve větším měřítku používat až v letech 1944 a 1945. Sovětské velení však bylo pomalejší při zavádění samopalů a automatických zbraní. Během války zavedené konstrukce samopalů jako byl PPŠ-41, či poloautomatických pušek SVT-40, vzbudily obdiv německých konstruktérů i vojáků v poli. Sovětské armádě navíc v prvních dnech Barbarossy nechyběly ani zbraně ani munice. Německá armáda měla v průměru na jednoho vojáka asi jen polovinu zbraňových a muničních zásob. Podobně na tom byly i tankové síly, které válku začínaly s tanky T-26, BT-5 a BT-7 a byly srovnatelné se svými německými konkurenty a selhaly zejména kvůli nesprávnému způsobu nasazení, špatnému logistickému zabezpečení a nedostatku kvalitní protitankové munice. Sověti během německého vpádu právě zaváděli i nové typy tanků jako byl T-34 a KV-1, které až do příchodu tanků PzKpfw IV s dlouhou hlavní a Tigeru, byly nadřazené německým konstrukcím. Sovětské ozbrojené síly na začátku bojů trpěly nedostatkem kvalitních radiostanic, což zasáhlo především tankové a letecké jednotky, kde byly radiostanicemi vybaveny většinou pouze velitelské stroje. I tento nedostatek byl během války postupně odstraněn. Výraznou převahu mělo zpočátku zejména německé letectvo. Bylo to proto, že vpád zastihl sovětské vzdušné síly během přezbrojování na moderní typy, jejichž vývoj ještě nebyl zcela ukončen.

### Chyby logistického plánování

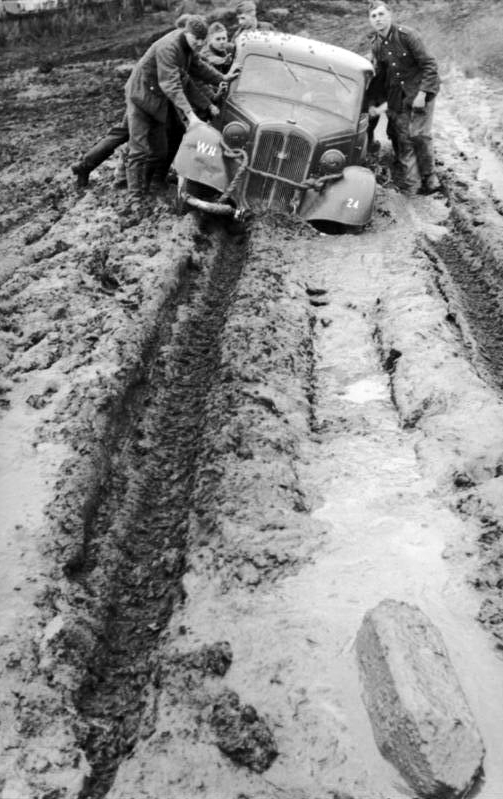
Němečtí vojáci tlačí osobní automobil, který zapadl na typické rozmočené nezpevněné cestě

Začátek bojových operací během suchého léta byl pro Němce nejúspěšnější, díky faktoru překvapení v prvních týdnech zničili velkou část sovětských sil. Když se však příhodné povětrnostní podmínky začaly zhoršovat a sovětská vojska, která se posbírala z počátečního překvapení, začala klást stále silnější odpor, německá ofenzíva začala za původním plánem pokulhávat. Německá válečná mašinérie nebyla na dlouhodobou válku připravena. Chyběl zejména dostatek pohonných hmot, aby mohlo být cílů vůbec fyzicky dosaženo. S tímto se před začátkem operace nepočítalo, celý plán byl založen na tom, že po pěti týdnech německé jednotky získají naprostou operační volnost, v důsledku kolapsu Rudé armády. Teprve pak mělo proběhnout dodatečné doplnění zásob pohonných látek pro část pohyblivých jednotek, jejichž úkolem mělo být obsazení zbývajících strategických cílů.
Německým silám se podařilo za první týden bleskově postoupit o 500 km, ale jejich zásobovací linie se za ten čas natáhly natolik, že týlové jednotky musely vynakládat velké úsilí, aby zajistily přísun potřebných zásob. Sovětská železniční síť s větším rozchodem kolejí než je ve zbytku Evropy, na kterou se ve velké míře spoléhala infrastruktura celé země, nemohla být okamžitě použita, protože Němci neměli dostatek lokomotiv s požadovaným rozchodem. Na začátku vpádu do země v roce 1941 přitom nebyl německý týl natolik narušován činnostmi partyzánů jako tomu bylo v pozdějším období. Nedostatek zásob výrazně zpomaloval německý postup.
Němci také při plánování operací nesprávně vyhodnotili stav sovětské dopravní sítě. Cesty a železnice ve východním Polsku a západní části SSSR sice známé byly, ale při postupu dále do vnitrozemí byly jejich informace podstatně skromnější. Stávalo se tak, že cesta, která na mapách vypadala působivě, byla ve skutečnosti pouze uježděná hlína nebo jen ve stádiu výstavby.

### Počasí

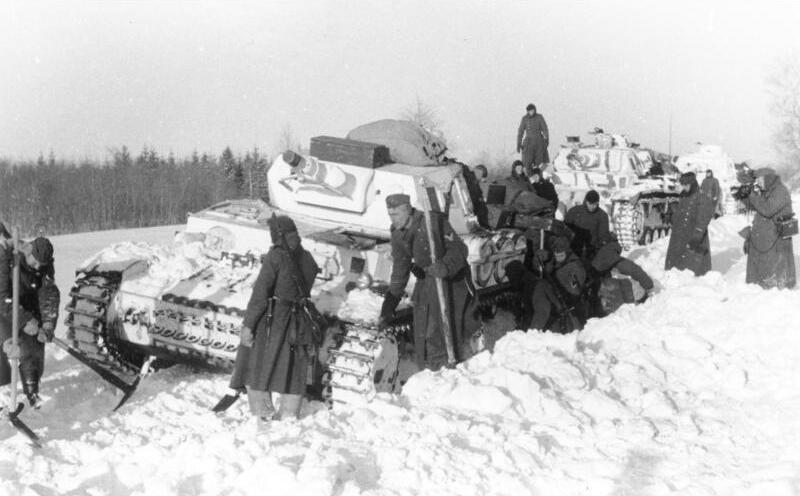
Němci vysvobozují z příkopu zapadnutý Panzer IV Ausf. D

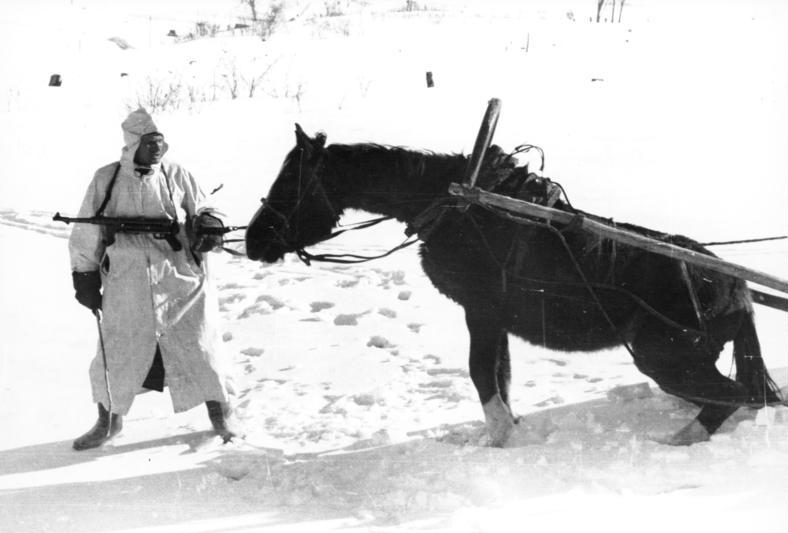
Německý povoz v ruské zimě, 1941

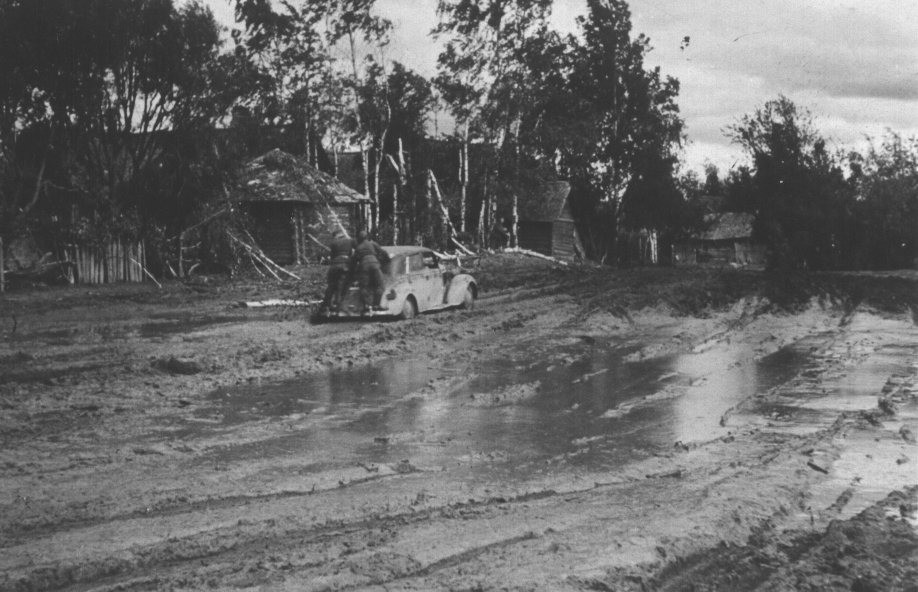
Němečtí vojáci vezoucí se na nárazníku automobilu, který projíždí po ruské cestě v době podzimní rasputicy

Německý plán útoku byl ve velké míře založen na předpokladu, že vítězství bude dosaženo velmi brzy. Hitler v plánech vůbec nevzal na zřetel možnost, že by se boje mohly prodloužit až do zimy. Tato trestuhodná nepřipravenost a nekompetentnost měla značný dopad na neúspěch v rozhodující fázi operace, přičemž už v listopadu, ještě před začátkem tvrdé zimy Němci pociťovali nedostatek zásob a lidských sil. Počasí v SSSR nebylo tak mírně jako v západní Evropě. Na podzim zpomalil rozbahněný terén postup Wehrmachtu i proto, že jen část cest byla zpevněna. Němci měli až do roku 1942 všechny tanky na rozdíl od Sovětů vybaveny úzkými pásy, které v blátě a hlubokém sněhu neměly dostatečný tah, čímž se rychlost německého postupu výrazně snižovala. Jejich logistický systém, a mobilita dělostřelectva do značné míry závisela na 600 000 evropských koních, kteří nebyli zvyklí na výkyvy počasí, jaké byly typické pro tyto části Sovětského svazu s výrazně kontinentálním podnebím. Menší stepní koně obvykle používané Rudou armádou, byly domácím podmínkám podstatně přizpůsobenější.
Německé jednotky byly vystaveny tvrdému počasí bez adekvátního výstroje a teplého oblečení, které sice existovalo, ale nebylo včas přisunuto a distribuováno na frontě. Němečtí vojáci byli nuceni ve více případech, zejména při teplotách pod −10 °C sáhnout po alternativách jak bylo vkládání vrstvy novin do kabátů, pokud se chtěli vyhnout omrzlinám. K zahřívání a roztopení pecí byly často nuceni utrácet dodatečné pohonné hmoty, které stejně chyběly i k udržení funkčnosti bojové techniky, která na velké mrazy nebyla vůbec připravená. Některé německé zbraně se staly v důsledku velkých mrazů zcela nefunkční. Mazadla zbraní a motorů, které za běžných podmínek zvyšovaly jejich životnost, při nízkých teplotách zamrzaly.
Dnes mnozí mylně usuzují, že nástup období bláta a následné silné mrazy na východní frontě způsobovaly celkové zastavení bojových operací, což není zcela pravda. Vojenské operace byly těmito okolnostmi sice výrazně zpomaleny, ale to se týkalo zejména německé strany. Sověti například v prosinci 1941 při protiútoku před Moskvou během velkého přívalu sněhu postoupili na některých úsecích až 160 km, čímž demonstrovali, že na počasí připravená strana mohla vést mobilní válku i za takových podmínek.
Během bojů před Moskvou Hitler obávající se rozpadu svých vojsk, nařídil držet dosažené pozice za každou cenu a neustupovat. Jednotky na frontě v důsledku toho utrpěly velké ztráty a na několika úsecích, jako např. při Děmjanska se dostaly na čas do obklíčení.
Naproti Němcům byla většina sovětských jednotek zásobována adekvátním zimním výstrojí, hlavně kožešinovými čepicemi a prošívanými uniformami s dostatečným předstihem. Sovětští vojáci měli také větší zkušenosti s použitím zbraní v zimě a tak se například při údržbě ručních zbraní vyhýbali užívání jakýchkoliv mazadel. Technika jako tanky a letadla byla od začátku koncipována a připravena na domácí podmínky. Bylo by však mylné se domnívat, že „generál zima“ či „generál bláto“ sovětské vojáky nijak netrápily. I sovětské jednotky v důsledku velkých mrazů utrpěly nezanedbatelné ztráty.

### Odporující si cíle
Většina Hitlerových generálů se shodovala v názoru, že je třeba zaútočit vojsky skupiny armád Střed v první řadě na Moskvu. Její obsazení, při kterém by byly s velkou pravděpodobností zničeny velké síly Rudé armády, by mohlo významně ovlivnit další možnosti země vést válku. Hitler však v průběhu kampaně změnil cíle této skupiny armád, která se v rozhodujícím okamžiku během bojů o Smolensk namísto na Moskvu vydala obsadit několik cílů na Ukrajině. Po obsazení těchto oblastí vojska skupiny armád Střed sice pokračovala dál na Moskvu, ale byla během zimy zastavena. Mnozí odborníci se domnívají, že tak byla ztracená největší příležitost vyhrát válku na východě.
Německo způsobilo SSSR obrovské ztráty – jak územní, tak na životech vojáků i civilistů. Přesto Německo nedosáhlo hlavního cíle operace, zničení Rudé armády, ani původně stanovených územních zisků (Leningradu, Moskvy, Rostova na Donu a dosáhnout linie na Volze). Německá armáda, která nedokázala zničit celou Rudou armádu, byla vtažena vlastní operací hluboko na území SSSR, kde, díky utrpěným vlastním ztrátám a hlavně problémům s logistikou, ztratila velkou část své iniciativy. Iniciativu Německo již nikdy na celé frontě nezískalo, ta přecházela postupem času tím více na stranu Rudé armády. Německý průmysl ještě zdaleka nebyl přestavěn na válečnou výrobu a lidské zdroje Německa a jeho spojenců byly omezené.[zdroj?] (Výrok německých generálů: Tank nebo letadlo vyrobíme za 14 dní. Ale tankista nebo pilot roste dvacet let![zdroj?]). Navíc Německo bylo vázáno boji s Velkou Británií a nebylo schopno dlouhodobě vzdorovat spojené průmyslové a vojenské síle SSSR a USA a Velké Británie. Nebyla-li schopna Třetí říše a její spojenci definitivně rozdrtit SSSR v roce 1941, tím menší šance měli s postupem času.

## Příčiny sovětských neúspěchů

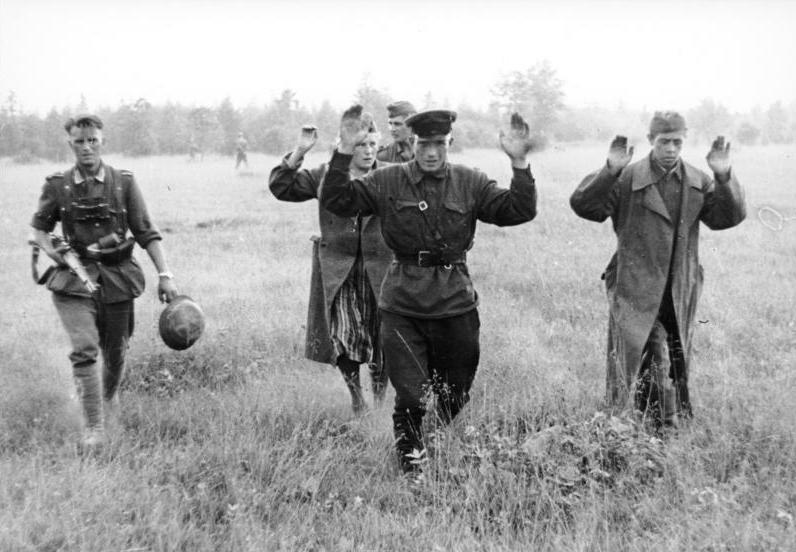
Německý pěšák vede vzdávající se sovětské vojáky

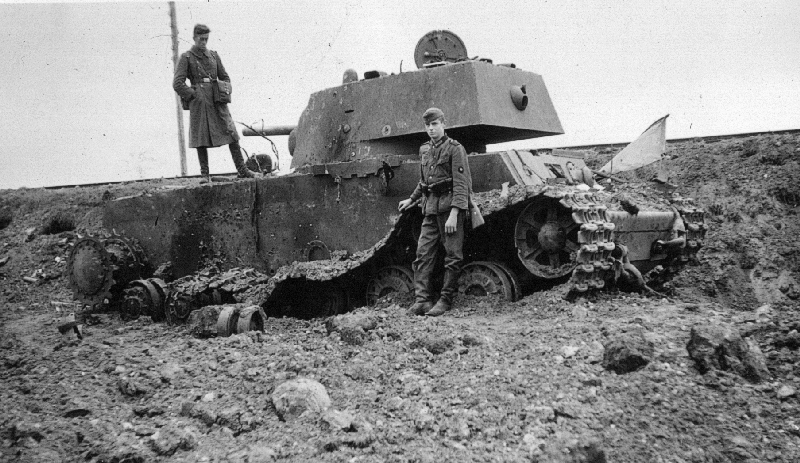
Němci u zničeného sovětského tanku KV-1 poblíž Litevského města Kaunas

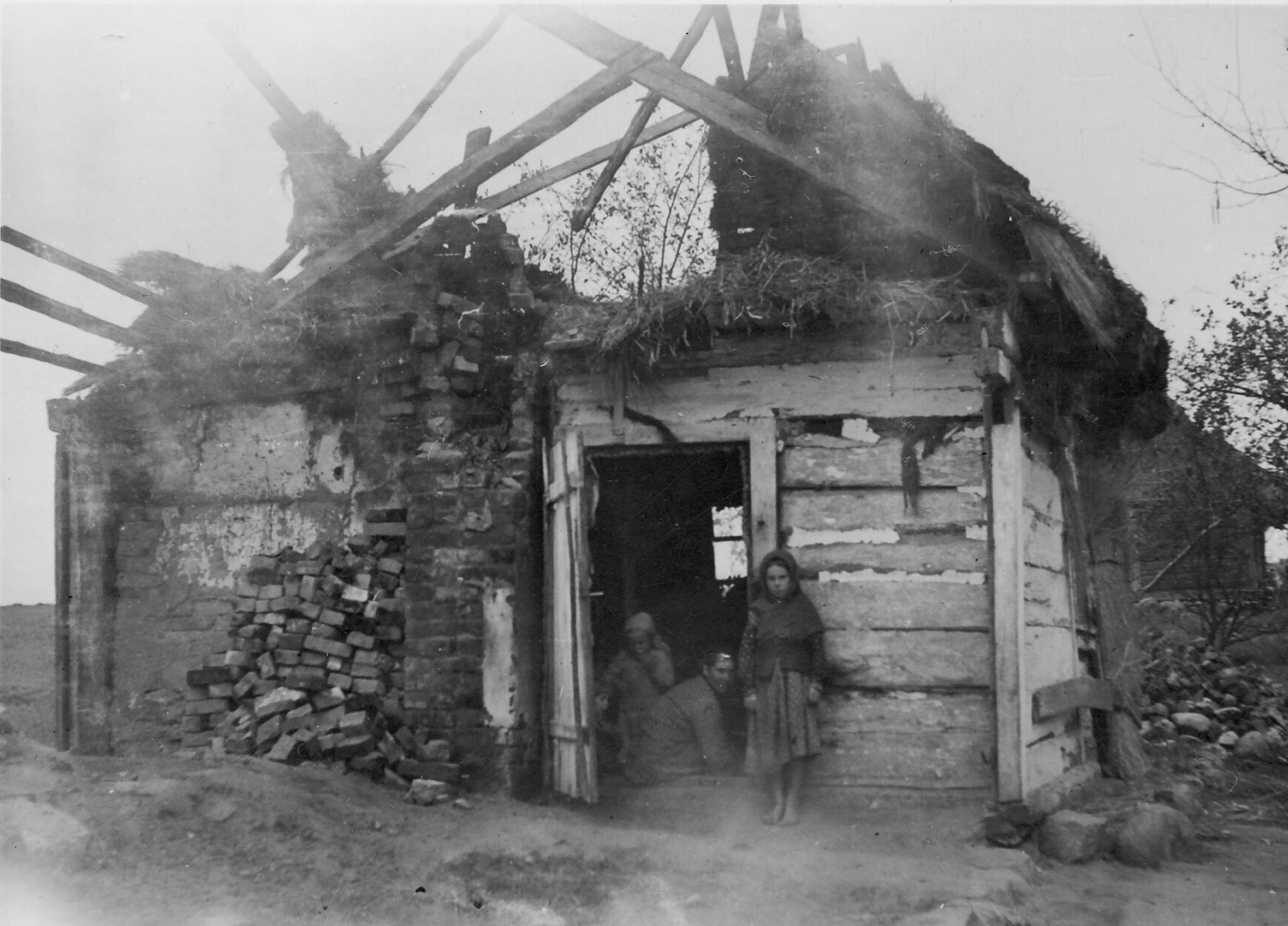
Venkovské stavení kdesi v Bělorusku nebo na Ukrajině zničené během invaze v roce 1941

Chyby, kterých se sovětské velení v prvních týdnech války dopustilo, měly katastrofický vliv na dění na frontě a byly natolik závažné, že země se z nich vzpamatovávala až do konce války.
Prvním a zásadním omylem bylo Stalinovo řízení ignorující informace a varování o německých přípravách na vpád do země. Je velmi pravděpodobné, že kromě Stalina měli na svědomí toto řízení i další vedoucí představitelé země. S tímto přístupem souviselo i potírání iniciativy velení příhraničních okruhů směřující k zvyšování obranyschopnosti těchto oblastí. Hlavní velení armády, generální štáb a Stalin nevydali žádné rozkazy ani k obraně ani k protiútoku. Poslední platné rozkazy od generálního štábu, které armáda dostala, byly rozkazy zakazující reagovat na jakékoliv provokace. Toto bezvládí vneslo do armádních jednotek značný chaos. Po 21. červnu 1941, trvalo generálnímu štábu několik dní, dokud velení začalo koordinovat činnost jednotlivých skupin armád a mnohokrát již bylo pro množství sovětských vojáků pozdě.
Druhým podstatným faktem, pro který svědčí množství důkazů z více zdrojů, byla v prvních dnech bojů nečinnost celých armádních sborů. Vojáci prostě nebojovali, buď utekli, nebo se nechali zajmout. Mnozí sovětští vojáci byli zklamaní z bolševiků a komunismu obecně a mezi lidmi, kteří si pamatovali jak slušně se k nim chovali Němci během první světové války, prostě panovalo přesvědčení, že raději němečtí okupanti, jak sovětští komunisté. Teprve později se ukázalo, že německé síly, které vtrhly do země v roce 1941, nejednají jako jejich předchůdci v první světové válce.
Dalším kritickým omylem bylo přecenění schopností Rudé armády, zejména důstojnického sboru na více úrovních. Sovětská armáda se v předválečném období zúčastnila několika ozbrojených kampaní, jednak proti Polsku a Finsku, ale bojovala také na Dálném východě proti Japoncům a ve španělské občanské válce se zapojila do bojů proti frankistům. Zatímco lze boje na Dálném východě a tažení proti Polsku považovat za úspěšné, bojové akce proti Finsku jsou považovány za značně neúspěšné. I když se Rudé armádě podařilo v konečném důsledku zlomit finský odpor, bylo toto vítězství velmi těžce zaplaceno. Nejdůležitějším přínosem bylo pozdější poučení z chyb, které udělali. Sovětské síly byly v Evropské části SSSR rozmístěny podél hranic a byly zcela nepřipraveny k okamžitému vedení bojových operaci. Sovětské mechanizované sbory byly namísto stíhání německých tankových jednotek zcela nepřipravené k boji jak po technické i morální stránce, navíc utrpěly těžké ztráty při leteckých útocích Luftwaffe.
Přesto, že sovětské síly měly obrovský počet tanků a mechanizované techniky, jako byly tahače děl, tanky a jiná pozemní technika trpěly značnou poruchovostí, kvůli nezkušenosti posádek a nedostatku náhradních dílů, který se táhl už od mírového období, což mělo na svědomí značné výpadky v zásobování jednotek a na to se vážící další problémy. Sovětské jednotky nebyly konkurenceschopné, rychle manévrovat a postupovat k silám Osy i kvůli své nízké motorizaci. Jejich tankové divize měly na začátku války sice téměř 2× více tanků než německé, ale o polovinu nákladních automobilů méně. Jednotky nestíhaly zásobovat v boji své postupující tankové oddíly. Příkladem byly boje u Grodna v červnu 1941, kam byl poslán 6. mechanizovaný sbor s asi 1 000 tanky včetně asi 300 KV a T-34, kterému se ani nepodařilo dorazit na bojiště, protože jeho jednotkám došlo palivo. Problémem byla často koordinace, kterou podle většiny zdrojů kromě nedostatečných zkušeností stěžoval i nedostatek vysílaček a spojovací techniky. Někteří však poukazují, že počet vysílaček vůbec nebyl tak tragický, jak se po skončení druhé světové války pokoušeli podsouvat komunističtí historici. Podle archivů byl počet vysílaček a jejich rozmístění ve strukturách Rudé armády přibližně stejný jako v roce 1944 a 1945, takže tento fakt v žádném případě nemohl hrát takovou roli, jaká mu byla přisuzována.Na mobilitu stejně nemělo vliv nasazení sovětských hipomobilných (jezdeckých) jednotek. Během celé následující války nasazovali hipomobilní jednotky, a koně jako tažná zvířata obě strany.

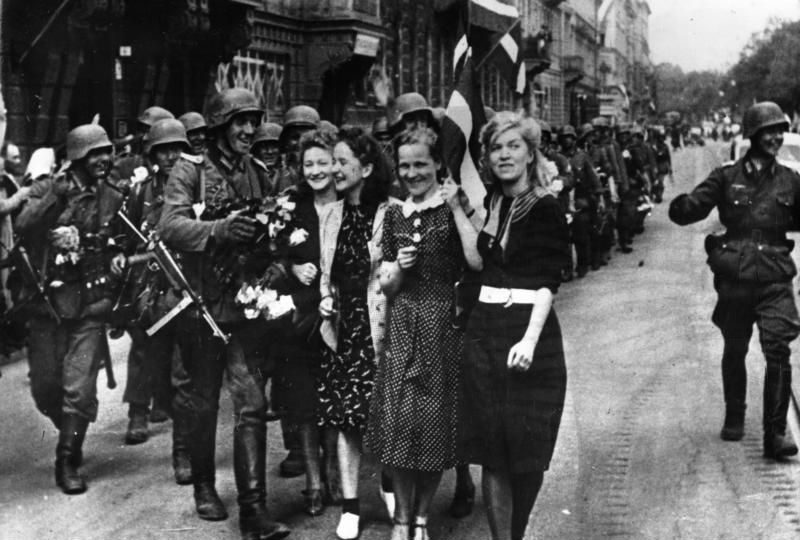
Uvítání Němců domácím obyvatelstvem v lotyšské Rize

Sovětské ozbrojené síly neměly na začátku války nedostatek zkušených vojáků. Stav byl srovnatelný s německými silami. Na západních hranicích země čekal na Němce výkvět Rudé armády. Někteří autoři poukazují, že více než 90 % německých vojáků, kteří se zúčastnili Barbarossy se dříve aktivně nezúčastnili žádných bojů v Polsku a ani útoku na Francii. Drtivá většina německých sil byla bojově nezkušená stejně jako drtivá většina těch sovětských, ne-li dokonce více. Problémem SSSR bylo, že v průběhu prvních měsíců války byla velká část těchto zkušených sil ztracena.
Stalinova snaha zabránit ústupům a vzdávání velkého počtu vojáků, často i s veliteli, např. pomocí rozkazu č. 270, měla za následek držení pozic za každou cenu. To však často vedlo k neúspěchům, když pohyblivé německé tankové jednotky pronikly přes tyto postavení do týla sovětských vojsk a odřízly je tak od týlního zabezpečení a zásob. Než si Stalin uvědomil chybu a dovolil svým vojskům ve správnou chvíli ustoupit, čímž umožnil jejich zachování, přišel ve více velkých obklíčení do prosince 1941 o více než 2,6 milionu mužů. Většina z těchto válečných zajatců byla v rukou nacistů cíleně vystavena špatnému zacházení, hladu a nemocem, což mělo za následek, že velká část z nich do jara 1942 zahynula.
Za neúspěch lze považovat i krach sovětských protiútoků, které se uskutečnily na konci roku 1941 a na jaře 1942. Obecně se soudí, že v této době sovětské velení nebylo schopno zhodnotit potenciál vlastních jednotek a místo toho aby se pokoušelo o cílené protiútoky na jednom úseku fronty, snažilo se neustále o vedení operací na co nejširší frontě. To však mělo za následek, že většina těchto operací nebyla dobře připravena a podporována dostatečným přísunem zásob.
Sovětský svaz utrpěl zdrcující porážky v několika bitvách, nicméně jeho obrovský lidský a průmyslový potenciál a materiální podpora z USA a Velké Británie mu umožnily obnovit síly a pokračovat v boji, což byl jeden z rozhodujících aspektů druhé světové války.
Obrovské ztráty na životech a technice vedly k důležitému důsledku – odvolání nejvyššího velitele ukrajinského vojenského okruhu, Semjona M. Buďonného, který je mnoha historiky za své neúspěchy (zejména v souvislosti se Zimní válkou) a lpění na tradičním jízdním vojsku považován za nekompetentního, až neschopného generála.[zdroj?] Obrovské ztráty, které Rudá armáda utrpěla pod jeho velením, přesvědčily Stalina, aby ho přesunul z velení ukrajinského frontu do velení podřadného Záložního kavkazského frontu.[zdroj?] Od září 1941, kdy byl odvolán, již nikdy více nepůsobil na východní frontě.[zdroj?] Mnozí[kdo?] se též domnívají, že toto rozhodnutí odvrátilo porážku Rudé armády.[zdroj?]

## Jednotky účastnící se Operace Barbarossa na straně Osy
Skupina armád Sever – Wilhelm von Leeb
- 18. armáda – Georg von Küchler
- 4. tanková skupina – Erich Höpner
- 16. armáda – Ernst Busch

Skupina armád Střed – Fedor von Bock
- 9. armáda – Adolf Strauss
- 3. tanková skupina – Hermann Hoth
- 2. tanková skupina – Heinz Guderian
- 4. armáda – Günther von Kluge

Skupina armád Jih – Gerd von Rundstedt
- 6. armáda – Walter von Reichenau
- 1. tanková skupina – Ewald von Kleist
- 17. armáda – Karl-Heinrich von Stülpnagel
- 3. armáda (rumunská) – Petre Dumitrescu
- 11. armáda – Eugen von Schobert
- 4. armáda (rumunská) – Nicolae Ciupercă

Záloha OKH
- 2. armáda – Maximilian von Weichs

## Jednotky účastnící se Operace Barbarossa na straně Sovětského svazu
Severní front
- 7. armáda
- 14. armáda
- 23. armáda

Severozápadní front
- 27. armáda
- 8. armáda
- 11. armáda

Západní front
- 3. armáda
- 10. armáda
- 4. armáda
- 13. armáda

Jihozápadní front
- 5. armáda
- 6. armáda
- 26. armáda
- 12. armáda

Jižní front
- 9. nezávislá armáda

## Galerie map vztahujících se k operaci

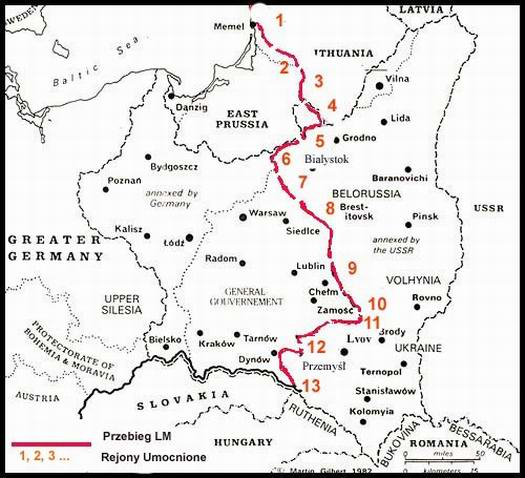
Molotovova linie
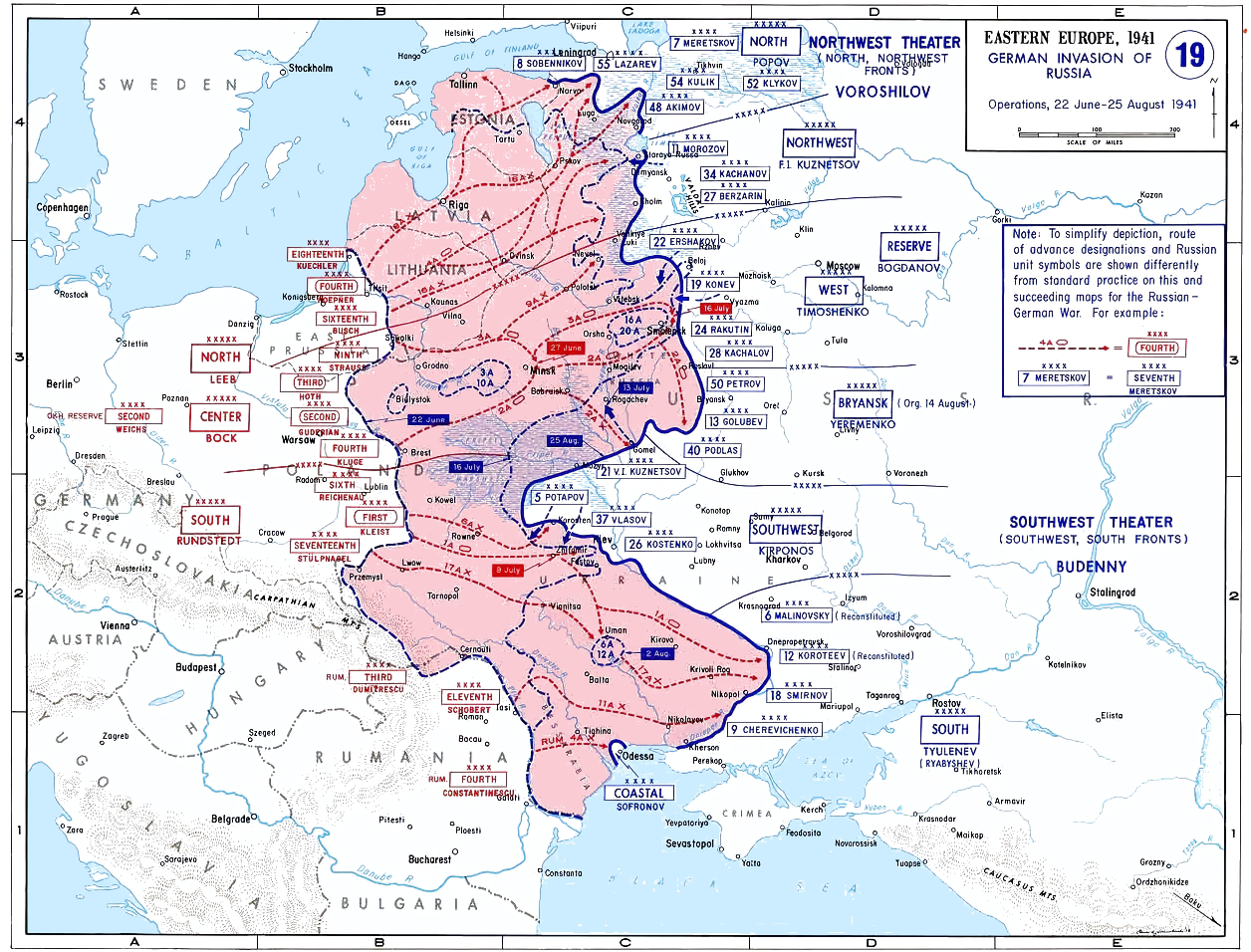
Východní fronta 22. červen až 25. srpen 1941.
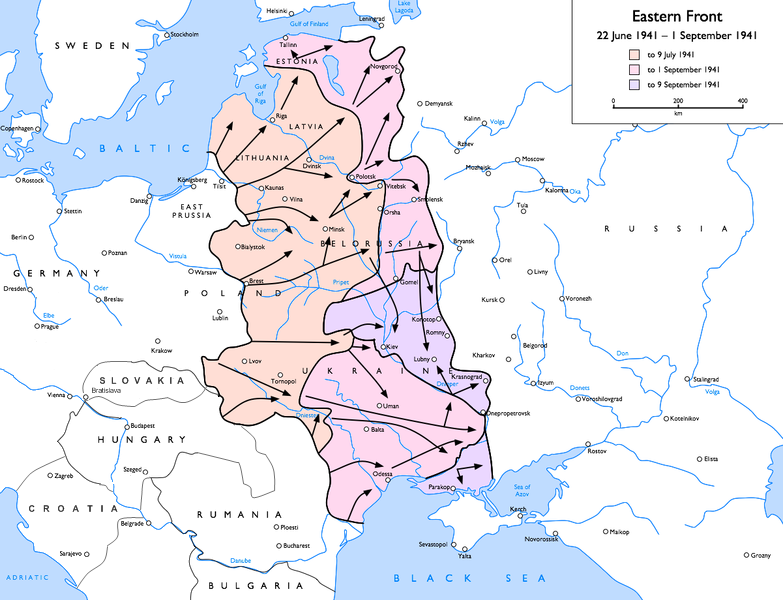
Východní fronta červen až září 1941
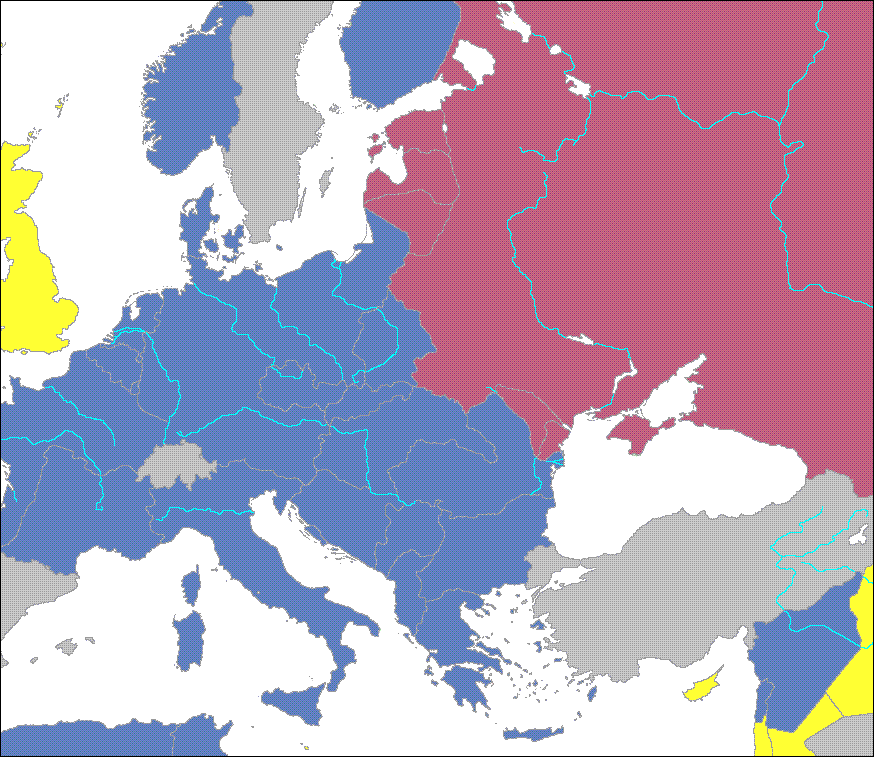
Situace v Evropě v červnu 1941